# Unruhen in Kasachstan 2022
Anfang Januar 2022 kam es in Kasachstan zu Protesten und Unruhen, die zum Rücktritt der Regierung und zu einem vom Präsidenten Kasachstans, Qassym-Schomart Toqajew, ersuchten Einsatz eines OVKS-Kontingents führten.
Die Lage wurde durch den am 6. Januar begonnenen Einsatz des von Russland angeführten Militärbündnisses OVKS innerhalb weniger Tage stabilisiert und die von Russland, Belarus, Armenien, Tadschikistan und Kirgistan entsandten OVKS-Truppen wurden mit Beendigung des Einsatzes am 19. Januar wieder vollständig abgezogen.
Nach offiziellen Angaben hatten sich rund 50.000 Menschen an den gewaltsamen Protesten beteiligt. Die Zahl der Opfer bei den Ausschreitungen in Almaty und anderen Landesteilen wurde von den Behörden bisher auf insgesamt 238 Getötete und 4300 Verletzte beziffert, allein in Almaty sollen 160 Menschen zu Tode gekommen sein. Die Anzahl der erfolgten Festnahmen wurde von offizieller Seite mit 7.000 angegeben.

## Vorgeschichte und politische Ausgangslage
Kasachstan gilt im regionalen Vergleich als ein Land mit hoher wirtschaftlicher Leistungsfähigkeit, dessen Wohlstand unter anderem auf reichen Öl- und Mineralvorkommen beruht und dessen Stabilität nach Einschätzung vieler Analysten diejenige der meisten anderen Staaten der Region übertrifft. Vor den Ereignissen im Januar 2022 war Kasachstan seit vielen Jahren international wegen seiner Stabilität gelobt worden. Kasachstan hatte Bürgerkriege, wie sie sich in anderen Nachfolgestaaten der UdSSR ereigneten, vermeiden können und pflegte sowohl gute Beziehungen zu seinem engsten Verbündeten Russland und anderen Nachbarstaaten, als auch zu Staaten der westlichen Welt.

### Konsolidierung nach Übergang in staatliche Unabhängigkeit (ab 1991)
Die Konsolidierung der politischen Verhältnisse Kasachstans nach dem Übergang aus dem Verband der Sowjetrepubliken in die staatliche Unabhängigkeit war bereits unter dem ersten Präsidenten Kasachstans, Nursultan Nasarbajew, gelungen, der sich nahezu uneingeschränkte Machtbefugnisse gesichert hatte und das Amt des Präsidenten nach Aushebelung der Amtszeitbeschränkung erst 2019 – nach 28 Jahren Präsidentschaft – über fingierte Wahlen an seinen damaligen Gefolgsmann Qassym-Schomart Toqajew übergeben hatte, im Hintergrund aber weiterhin ein erhebliches Maß an Kontrolle ausübte und zusammen mit seiner Familie lebenslange Immunität vor Strafverfolgung genoss, so dass er und sein Familienclan nach seinem Rücktritt 2019 als ein inoffizielles Machtzentrum galten und Nasarbajew das politische Geschehen in Kasachstan bis zu den Ereignissen im Januar 2022 maßgeblich mitbestimmte.
Die bis in die 1990er Jahre vergleichsweise liberal gehandhabte Lizenzvergabe für Medien in Kasachstan wurde ab 1997 zunehmend eingeschränkt und die Registrierung neuer Medien wie auch die Akkreditierung für Journalisten erschwert.

### Schangaösen-Vorfall (2011)
In der Mangghystau-Region als einem Schwerpunkt der Kohlenwasserstoffproduktion Kasachstans waren Demonstrationen von Ölarbeitern zur Durchsetzung ihrer Interessen in der Vergangenheit nicht unüblich gewesen. Bei den Protesten von Ölarbeitern spielte laut Marlies Linke (Rosa-Luxemburg-Stiftung in Almaty) die Wahrnehmung kasachischer Arbeiter eine Rolle, in ihrer Entlohnung und in ihren Arbeits- und Lebensbedingungen nicht mit ausländischen wie etwa chinesischen Mitarbeitern derselben Standorte gleichgestellt zu sein.
Im Dezember 2011 kam es jedoch nach Protesten und acht Monate andauernden Streiks von Arbeitern der Öl- und Gasindustrie in Schangaösen zu gewaltsamen Zusammenstößen zwischen Demonstranten und Polizei, die etliche Tote und etwa 100 Verletzte forderten und infolge derer die Regierung den Ausnahmezustand ausriefen ließ. Dieser als sogenanntes „Schangaösen-Massaker“ bekannte Vorfall gilt als erste gewalttätige Niederschlagung von Demonstrationen in Kasachstan, seit das Land 1991 unabhängig geworden war.

### Wirtschaftskrise (2014–2017) und Protestwelle (2016)
Bis zur 2014 beginnenden Wirtschaftskrise legitimierte sich die Autokratie Kasachstans vorrangig durch den ökonomischen Erfolg des Staates und konnte ein Narrativ des andauernden wirtschaftlichen Fortschritts aufrechterhalten. Ab 2014 begünstigte dann jedoch die durch Ölpreisverfall begründete Wirtschaftskrise zunehmend durch soziale Medien getragene Unzufriedenheit in der Bevölkerung mit der Staatsführung unter Nasarbajew, der darauf neben dem Einsatz repressiver Mittel auch die Strategie des Dialogs zur Einbindung der Opposition verfolgte, um so Kontrolle über die politische Partizipation der Zivilgesellschaft zu erlangen.
Dennoch kam es 2016 auf dem Höhepunkt der Wirtschaftskrise zur bis dahin größten Protestwelle in Kasachstan, die durch einen auf Facebook veröffentlichten Aufruf initiiert wurde und sich von Westkasachstan zügig auf die Hauptstadt Nur-Sultan (bis 2019 und seit 2022 wieder „Astana“) und auf Almaty ausbreitete. Die Proteste richteten sich zunächst gegen ein neues Landreformgesetz, das implizit jahrzehntelange Verpachtung von landwirtschaftlichen Nutzflächen auch an chinesische Investoren ermöglichte. Zwar verfolgte die Regierung mit der Gesetzesnovelle die Absicht, angesichts der wirtschaftlichen Notlage dringend erforderliche neue Einnahmequellen zu erschließen, doch gelang Aktivisten die Mobilisierung in der Bevölkerung durch gezieltes Zurückgreifen auf antichinesische Ressentiments und nationalistische Werte, indem sie das Schlagwort des Ausverkaufs kasachischen Grund und Bodens an chinesische Investoren ausgaben. Im Gegensatz zu Protesten jüngerer Zeit glichen die Proteste 2016 eher Aufmärschen und fanden weniger internationale Aufmerksamkeit.
Die Staatsführung brachte die Proteste, die bald darauf auch demokratische Reformen einforderten, mit einer Doppelstrategie aus Konzessionen und Unterdrückung unter Kontrolle, wobei sie auf die Proteste in den Städten Astana und Almaty – anders als in Westkasachstan – mit repressiven Mitteln reagierte. So behandelte die Regierung die aufstrebende Bewegung der kasachischen Nationalisten mit einer Mischung aus Pazifikation und repressiver Verfolgung und nahm auch islamistische Radikalisierung als Problem wahr.

### Fingierte Präsidentschaftswahl und Protestwelle (2019)
Der offizielle, aber teilweise nominelle Machtwechsel von Nasarbajew zu Toqajew im Zuge der Präsidentschaftswahl 2019 war Auslöser einer weiteren und neuartigen Protestwelle unter dem Vorwurf des Wahlbetrugs. Teile dieser Protestbewegung, die einen stärker jugendlichen, urbanen und soziale Medien stärker einbeziehenden Charakter trug, forderten eine Demokratisierung des Staates. Die Regierung begegnete den Protesten dagegen mit einer Kombination aus Repression und Dialogangeboten. Zu den eingesetzten repressiven Mitteln gehörten tausende kurzfristige Festsetzungen von Demonstranten. Die Regierung betrieb damit eine Fortsetzung ihrer seit 2015 verstärkt verfolgten autoritären Partizipationspolitik mit dem Ziel, gesellschaftliche Teilhabe an politischen Prozessen und öffentlichen Diskursen zu kontrollieren und für die Sicherung der autoritären Herrschaft zu nutzen.
International wurde der kontrollierten und scheinbar reibungslosen Übertragung der Staatsführung von Nasarbajew auf Toqajew oft eine Vorbildrolle für künftige Machtwechsel in der Region zugeschrieben.

### Ausgangslage (2021)
| Jahr | Inflation | Inflation bei Lebensmitteln (2021: Jan. bis Nov.) |
| ---- | --------- | ------------------------------------------------- |
| 2020 | 7,5 %     | 11,3 %                                            |
| 2021 | 8,9 %     | 10,9 %                                            |

In Teilen der Bevölkerung Kasachstans hatte sich der materielle Wohlstand in den Jahren 2020 und 2021 merklich verschlechtert. Die COVID-19-Pandemie hatte stark negative Auswirkungen auf den Arbeitsmarkt Kasachstans. Laut einer Express-Umfrage der Eurasischen Wirtschaftsunion war die offizielle Arbeitslosenquote 2021 um 12 Prozent angestiegen. Am stärksten betroffen waren inländische Migranten, bei denen es sich meist um aus verschiedenen Landesteilen stammende, junge Männer handelte, die zur Arbeitssuche in die Ballungszentren wie Nur-Sultan und Almaty gezogen waren und oftmals aufgrund der während der Pandemie verhängten Ausgangssperren hohe Einkommenseinbußen erlitten. Ein Rückgang des Ölpreises in der ersten Hälfte des Jahres 2020 beeinträchtigte zudem die Exporteinnahmen und beschränkte die Möglichkeiten der Regierung, der wirtschaftlichen Verschlechterung in bestimmten Bevölkerungskreisen entgegenzuwirken.
Auf der Rangliste der Pressefreiheit der Organisation Reporter ohne Grenzen (ROG) für das Jahr 2021 wurde die Situation in Kasachstan mit Platz 155 von 180 als „schwierig“ eingestuft. In den vorangegangenen Jahren waren laut ROG nahezu alle oppositionellen Medien mit Schadensersatzklagen belegt worden und verstummt. Blogger und Bürgerjournalisten waren – teils jahrelang – inhaftiert oder in psychiatrische Kliniken eingewiesen worden. Unter Toqajew hatte die Regierung wieder eine stärkere Kontrolle von „Umtrieben im Netz“ angestrebt und dazu auch sogenannte Nachahmerprojekte betrieben, die in der Gestaltung oppositionellen Internetseiten glichen, tatsächlich jedoch zur Verbreitung der Regierungslesart dienten. Ein offiziell mit dem Schutz von Kinderrechten begründetes und im Herbst 2021 parlamentarisch verabschiedetes Gesetz schränkte dann die Aktivität von Social-Media-Unternehmen weiter ein.
Human Rights Watch zufolge hatten Behörden im Jahr 2021 und in den vorangegangenen drei Jahren zunehmend vage und weit gefasste Strafanzeigen im Zusammenhang mit Verbrechen des „Extremismus“ zur Schikanierung und Strafverfolgung von Regierungskritikern unter Verletzung ihrer Meinungs- und Vereinigungsfreiheit missbraucht.
Nach Einschätzung der Zentralasien-Expertin Beate Eschment (Zentrum für Osteuropa- und internationale Studien, ZOiS) strebte der Staat zwar tendenziell eine Kontrolle der Gesellschaft an und ließ politische Parteien, die öffentlich für „echte oppositionelle Ideen“ eintraten, nicht registrieren und damit nicht an den Wahlen teilnehmen, doch herrschte in der Bevölkerung Kasachstans dennoch wie schon in den Jahrzehnten zuvor „nie ein Klima der Angst“ und es existierten viele Nichtregierungsorganisationen im sozialen oder Umweltbereich.
Anders als in anderen postsowjetischen Nachbarstaaten und trotz eines erheblichen Ausmaßes an Ungleichheit und Korruption war es in Kasachstan während des langjährigen Bestehens seiner autoritären Staatsführung vor 2022 noch nie zu weit verbreiteten Bürgerprotesten, Massenaufständen oder Farbrevolutionen gekommen. Wissenschaftliche Umfragen lassen vermuten, dass die Bevölkerung Kasachstans seit der Unabhängigkeit und auch noch wenige Monate vor Beginn der Proteste im Jahr 2022 ein hohes Maß an Vertrauen in ihre politische Führung besaß.
Dass Präsident Toqajew am 29. Dezember 2021 ein am 23. Dezember vom Parlament verabschiedetes Gesetz unterschrieben hatte, das die endgültige Abschaffung der in Kasachstan bereits seit 2003 ausgesetzten Todesstrafe bewirkte, wurde zwar zeitnah von russischen und türkischen Nachrichtenagenturen und Staatsmedien berichtet, fand jedoch aufgrund der Unruhen im Januar 2022 international kaum Beachtung.

## Mögliche Auslöser und Ursachen

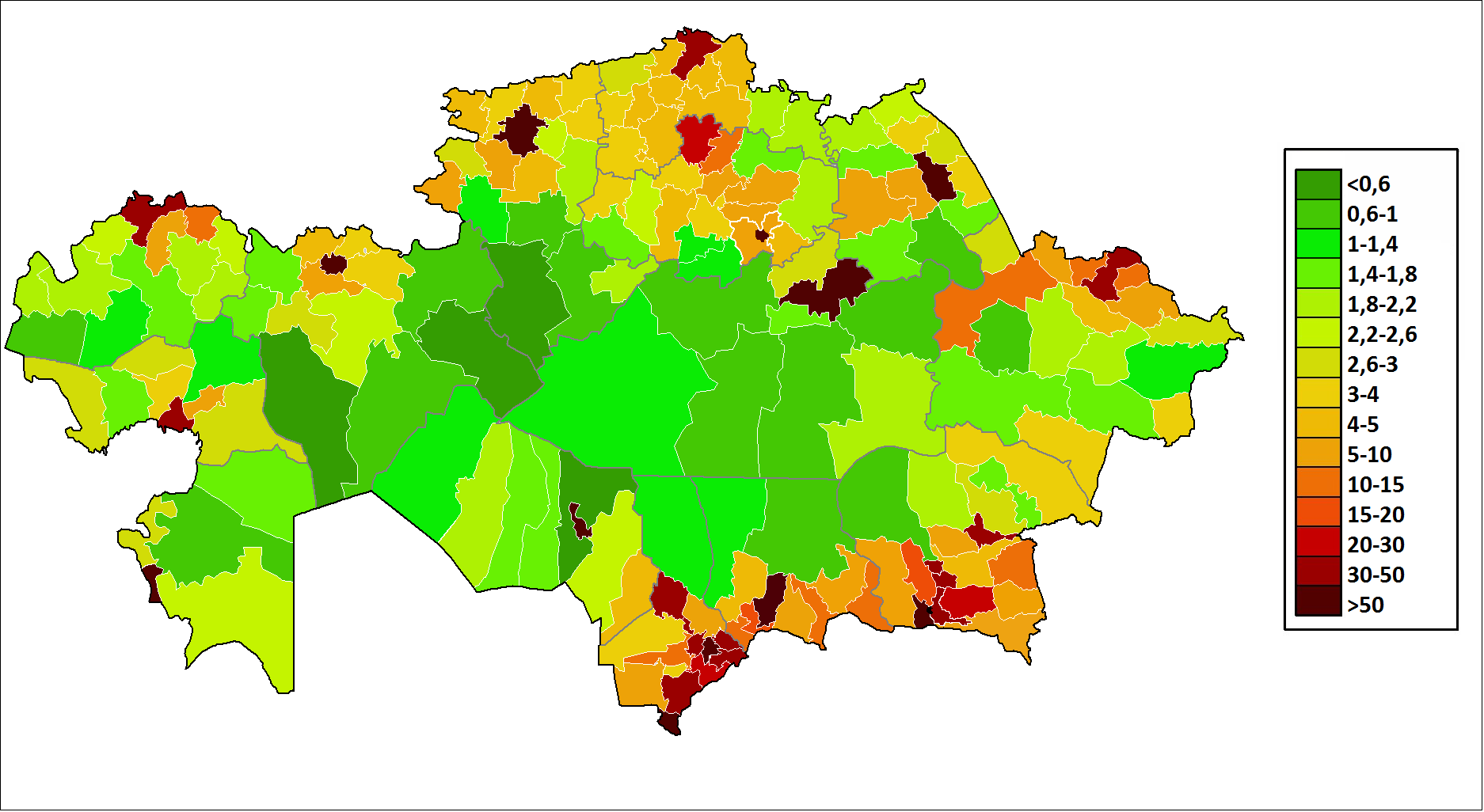
Bevölkerungsdichte in Kasachstan nach Regionen. Zwischen Regionen liegende Städte wurden jeweils einer der angrenzenden Regionen zugeschlagen. Die Stadt Baikonur wurde nicht berücksichtigt.

### Anstieg der Autogaspreise
Zu den Protesten kam es nach einem plötzlichen starken Anstieg der LPG-Flüssiggaspreise. Ursache des Preisanstiegs war eine zur Vermeidung von Versorgungsengpässen vorgenommene Liberalisierung der subventionierten Preise von Butan- und Propangas. Da ein Teil der Bevölkerung Kasachstans das bis Ende 2021 staatlich geförderte und somit im Vergleich zu Benzin preisgünstigere LPG-Flüssiggas als Treibstoff für seine Fahrzeuge verwendete (im Westen Kasachstans 70 – 90 Prozent der Fahrzeuge), resultierte aus der Gasverteuerung die Erhöhung der Treibstoffpreise, die sich etwa verdoppelt hatten. Die kasachische Regierung stellte diesen Preisanstieg zunächst als unbeabsichtigte Folge einer sich am Brennstoffmarkt orientierenden Entscheidung dar und führte ihn auf hohe Nachfrage und Preisabsprachen zurück.
LPG-Flüssiggas wird insbesondere in den westlichen Regionen Kasachstans verwendet, vorwiegend als Treibstoff für Autos und Lastwagen. Teils ist auch der schrittweise Übergang zum elektronischen Handel für Flüssiggas und die Überführung heraus aus den Subventionen, welcher am 1. Januar 2022 vollzogen wurde und 2019 angefangen hatte, Auslöser für den Preisanstieg. Einer Deutung zufolge könnte die Verdopplung der Gaspreise von den wirtschaftlich schlechter gestellten Teilen der Gesellschaft als Folge sozial rücksichtslosen Verhaltens einer abgehobenen und korrupten Elite empfunden worden sein.
Erste öffentliche Proteste ereigneten sich am 2. und 3. Januar in zwei großen Städten der Mangghystau-Region, Aqtau und Schangaösen. Die Proteste breiteten sich jedoch schnell auf andere Städte im ganzen Land aus – zunächst in weitere Ölstädte wie Aqtöbe und Atyrau und dann in größere Bevölkerungs- und Aktivismuszentren wie Nur-Sultan und Almaty – und erreichten am 4. Januar in Almaty einen Höhepunkt. Allerdings werden weder in Almaty, der größten Stadt Kasachstans, noch in der kasachischen Hauptstadt Nur-Sultan Kraftfahrzeuge mit LPG-Flüssiggas betrieben, so dass die Preiserhöhungen für die Bevölkerung dieser Regionen ohne größere Folgen gewesen waren. Zudem hielten die Protestaktionen auch selbst dann noch weiter an, als die Regierung bereits eine Kursänderung vorgenommen und die Treibstoffpreise gedeckelt hatte.

### Politische und wirtschaftliche Unzufriedenheit
Als tiefere Ursache für die Proteste werden stattdessen politische und wirtschaftliche Unzufriedenheit vermutet. Einige Analysten sahen als Grund für die tiefere politische Unzufriedenheit der Demonstranten das Scheitern der Reformversprechen an, die aus der 1991 erlangten Unabhängigkeit Kasachstans von der Sowjetunion resultierten und deren Durchführung Qassym-Schomart Toqajew 2019 als Nachfolger des langjährigen Staatspräsidenten Nursultan Nasarbajew versprochen hatte. Toqajew wird nachgesagt, die Verschleppung bedeutender Reformen auch mit Rücksicht auf Nasarbajew betrieben zu haben, durch den er seine politische Stellung erhalten hatte und der auch nach seinem Rücktritt als Staatspräsident weiterhin über wesentliche Vollmachten verfügte, so dass von einem zweiten und inoffiziellen Machtzentrum um Nasarbajew in Kasachstan gesprochen werden konnte.

### Protest gegen Nasarbajew
Als sich die Unruhen nach den ersten Protesten ausgeweitet hatten, hatten Demonstranten in Almaty auch den Slogan „Shal ket!“ („Alter Mann, geh!“) aufgenommen und damit auf den früheren Machthaber Nursultan Nasarbajew angespielt, der noch immer Vorsitzender des Nationalen Sicherheitsrats war, über den der Geheimdienst kontrolliert und ein Vetorecht bei der Vergabe wichtiger Ämter ausgeübt werden konnte. Auch als parlamentarisch ernannter „Führer der Nation“ und Vorsitzender der Regierungspartei Nur Otan blieb Nasarbajew im Hintergrund weiter einflussreich und konnte ein System der Kleptokratie und des Personenkults um seine Person weiter fördern.

## Verlauf

### Übersicht und Kurzchronologie
Die Anfang Januar 2022 zunächst gegen die Verdopplung der Autogaspreise gerichteten Proteste weiteten sich zu regierungskritischen Demonstrationen aus und schlugen nach wenigen Tagen in Gewalt und landesweite Unruhen um.

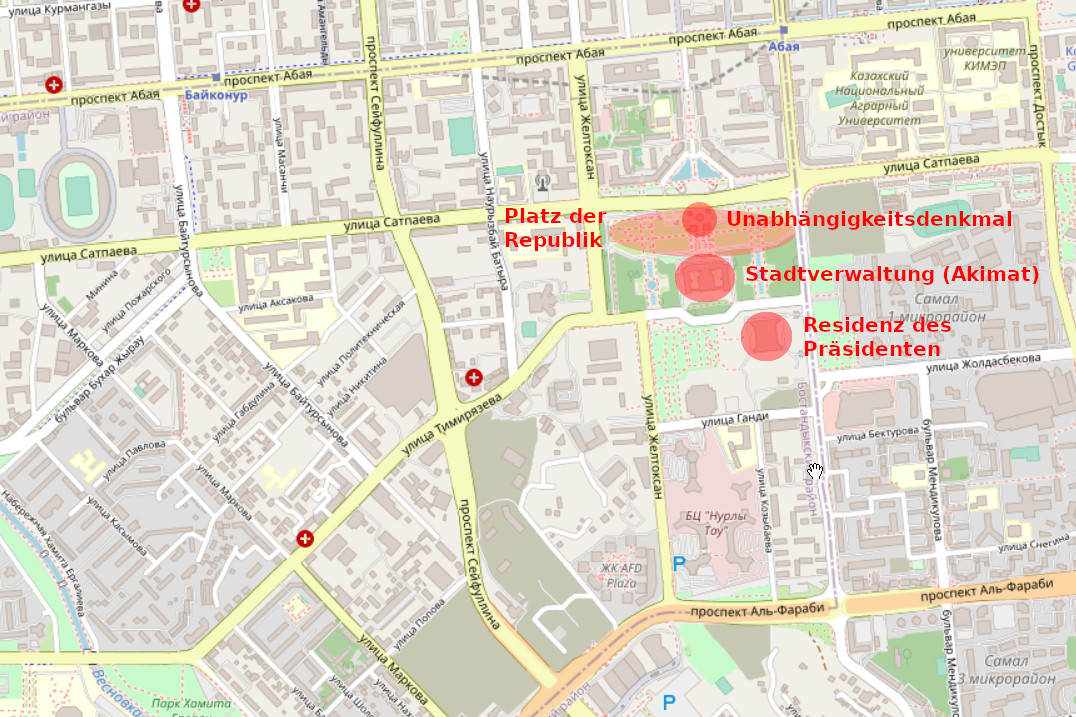
Einige zentrale Orte der Gewalttaten in Almaty

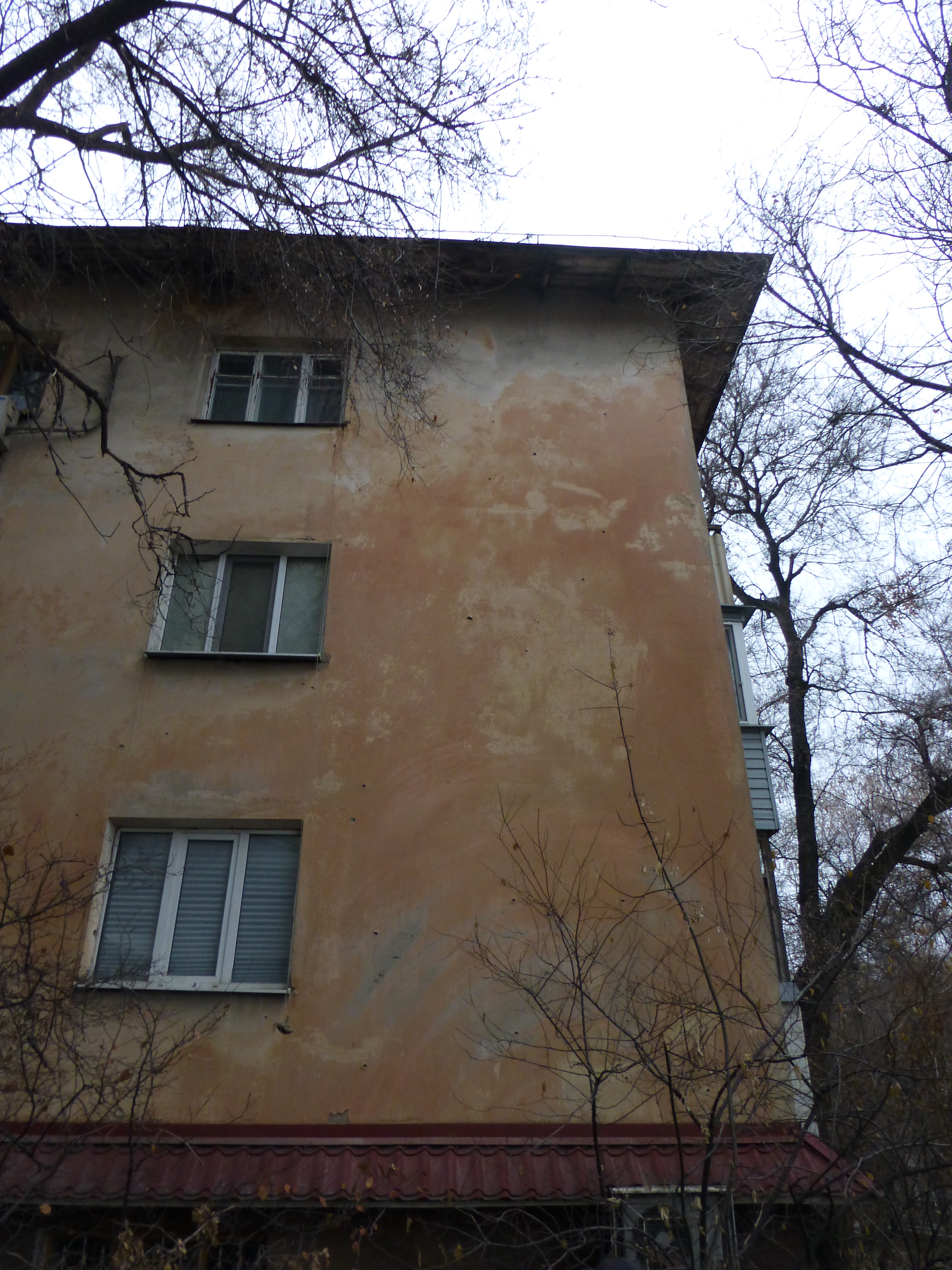
Die Südseite eines 130 Meter nördlich des Platzes der Republik in Almaty gelegenen Wohnhauses (Baiseitova-Straße 47). Bei Vergrößerung des Bildes lassen sich Einschussspuren an der Hauswand erkennen, die bei der gewaltsamen Räumung des Platzes am Abend des 6. Januar 2022 entstanden sind (Foto: 9. Januar 2022)

Ihren Höhepunkt erreichten die Unruhen am 5. Januar 2022. Insbesondere in Almaty und Nur-Sultan kam es zu blutigen Auseinandersetzungen zwischen den Teilnehmern der Proteste und der Polizei sowie zu Plünderungen. Neben den Plünderungen von Geschäften wurden auch Regierungsgebäude in Brand gesetzt.
In Almaty plünderten Horden von Protestteilnehmern Waffengeschäfte und Supermärkte, Geldautomaten und Banken, setzten Autos in Brand und brachten gepanzerte Militärfahrzeuge in ihre Gewalt. Sie stürmten das Gebäude der Stadtverwaltung (Akimat), das Gebäude der Staatsanwaltschaft, das Gebäude des Nationalen Sicherheitskomitees, mehrere Fernsehstudios und andere Stätten, von denen sie viele plünderten, zerstörten und niederbrannten. Sie verwüsteten auch den internationalen Flughafen der Stadt, den sie über mehrere Stunden besetzten.
Auch wenn die Radikalen unter den Protestteilnehmern eine Minderheit bildeten, prägten sie die Proteste, zumal ihnen Schusswaffen in die Hände fielen. Zivilisten schossen Medienangaben zufolge willkürlich um sich. In Almaty setzten beispielsweise über längere Zeit Öffentlicher Personennahverkehr, Telefonnetz und Internet aus und wurden Einkaufszentren und Banken vorübergehend geschlossen. Nach offiziellen Angaben nahmen rund 50.000 Menschen an den gewaltsamen Protesten teil.
Auf Ersuchen Toqajews hin kam es ab dem 6. Januar 2022 zu einem Einsatz des von Russland angeführten Militärbündnisses OVKS, dem es gelang, die Lage in Kasachstan innerhalb weniger Tage zu stabilisieren und dessen von Russland, Belarus, Armenien, Tadschikistan und Kirgisistan gestellte Truppen seit dem 13. Januar wieder aus Kasachstan in ihre Länder zurückgeführt wurden.
Der Führung unter Toqajew gelang es durch ein hartes Vorgehen, die Lage zügig unter Kontrolle zu bringen, ohne dass die OVKS-Truppen direkt eingriffen. Die gewaltsamen Proteste und die Niederschlagung der Ausschreitungen forderten in Almaty und in anderen Landesteilen nach offiziellen Angaben 225 Tote – darunter 19 Sicherheitsbeamte – und 4300 Verletzte. Allein in Almaty sollen 160 Menschen zu Tode gekommen sein, darunter elf Polizisten. Nach offiziellen Angaben kam es zu 7.000 Festnahmen.
Im Zuge dieser Ereignisse strukturierte Toqajew die Machtverhältnisse durch Umbau der Staatsführung neu und entmachtete Nasarbajew und mehrere seiner Vertrauten.
Zeitleiste
- 2. Januar: Proteste in Schangaösen gegen die Preisverdopplung von LPG-Treibstoff.[49][50]
- 3. Januar: Tausende Menschen nehmen an Protesten gegen den Anstieg der Treibstoffteuerung in Schangaösen, Aqtau, Mangghystau, Nur-Sultan und anderen Städten in Kasachstan teil. Etwa drei Personen wurden von der Polizei festgenommen.[51]
- 4. Januar: Die Proteste weiteten sich auf andere Landesteile aus, darunter auch auf Almaty.[49] Dort kommt es zum Einsatz von Tränengas und Blendgranaten, um Hunderte Protestteilnehmer vom Hauptplatz zu vertreiben. Landesweit werden über 20 Demonstranten festgenommen und acht Polizisten getötet.[51] Als Reaktion auf die Ereignisse und zur Beschwichtigung der Proteste kündigt die Regierung die Wiederherstellung der Preisobergrenzen für LPG-Treibstoff an.[49][51]
- 5. Januar: Nachdem Regierungsgebäude von Protestteilnehmern gestürmt und die Proteste gewalttätig wurden,[51] rufen die Behörden einen zweiwöchigen, landesweiten Ausnahmezustand aus.[49][51] Die Nachrichtenagentur Interfax meldet, dass am 5. Januar in Almaty das Gebäude der Stadtverwaltung und die Residenz des Präsidenten in Brand geraten sind.[51] Nach den gewalttätigen Angriffen tritt die Regierung als Reaktion auf die Unruhen zurück oder wird von Präsident Toqajew entlassen,[49][51][50] der Nasarbajew aus dem Amt des Nationalen Sicherheitsrates und Kärim Mässimow aus einem hochrangigen Amt des KNB entfernt.[50] Die Proteste dauern an.[49] Eine Statue des ehemaligen Präsidenten Nasarbajew wird umgestürzt.[49] Es werden Videos veröffentlicht, in denen Menschen in Almati „Alter Mann, geh!“ skandieren und sich laut der Nachrichtenagentur Reuters damit gegen den ehemaligen Präsidenten Nasarbajew richten.[51][50] Protestteilnehmer übernehmen die Kontrolle über den Flughafen von Almaty.[50] Es kommt zu landesweiten Internetausfällen.[49] Inmitten der Unruhen fordert Präsident Toqajew von der OVKS die Entsendung von Truppen zur Bewachung von Regierungseinrichtungen an.[49][50]
- 6. Januar: Der armenische Präsident und OVKS-Vorsitzende Paschinjan kündigt an, dass die von Präsident Toqajew zur Unterstützung angeforderten OVKS-Truppen entsandt werden.[51] Russische Truppen treffen in Kasachstan ein. Sicherheitskräfte schießen auf Demonstranten. Dutzende Menschen werden getötet, darunter Demonstranten und Polizisten.[49] Präsident Toqajew erklärt in einem Fernseh-Auftritt: „Almaty wurde angegriffen, zerstört, verwüstet, die Bewohner von Almaty wurden Opfer von Angriffen von Terroristen, Banditen. Deshalb ist es unsere Pflicht […] alle möglichen Maßnahmen zum Schutz unseres Staates zu ergreifen“.[51]
- 7. Januar: Präsident Toqajew erklärt, die Ordnung sei größtenteils wiederhergestellt.[49][51] Das Innenministeriums gibt an, es seien 26 Menschen getötet und über 3000 festgenommen.[49] Sicherheitsbeamte beschuldigen Protestteilnehmer, 13 Polizisten getötet und 353 verletzt zu haben.[51] Präsident Toqajew erteilt später Sicherheitskräften die Erlaubnis, ohne Vorwarnung zu schießen.[49][51] Russland verkündet, dass insbesondere russische und armenische Truppen den Flughafen von Almaty zurückerobert haben.[50]
- 8. Januar: Die Regierung erklärt vom Ausland unterstützte Terroristen für die Unruhen für verantwortlich und kündigt die Verhaftung des ehemaligen KNB-Leiters Kärim Mässimow wegen versuchten Staatsstreiches an. Die Proteste nehmen an diesem Tag stark ab.[51]
- 9. Januar: Den zweiten Tag in Folge bleiben Straßenproteste in der Protest-Hochburg Almaty aus, es kommt nur noch zu gelegentlichen Schüssen. Die Beruhigung der Lage scheint Folge der Ankunft der russischen OVKS-Kontingente und der blutigen Niederschlagung der Proteste durch kasachische Sicherheitskräfte zu sein. Die Regierung meldet 160 Tote, 5800 Festnahmen. Die Sachschäden werden auf 170 Millionen Euro beziffert und umfassen auch Banken, Fahrzeuge und öffentliche Gebäude.[51]
- 11. Januar: Präsident Toqajew kündigt den Beginn des Abzugs der OVKS-Truppen für den 13. Januar an.[50]
- 13. Januar: Die OVKS leitet den schrittweisen Abzug ihrer nach Kasachstan entsandten Truppen ein, der innerhalb von sechs Tagen abgeschlossen wird.[17]
- 15. Januar: Offizielle Stellen melden, dass während der Unruhen 225 Menschen zu Tode gekommen sind und 2000 im Krankenhaus behandelt werden mussten.[50][42][41]
- 19. Januar: Die letzten russischen OVKS-Truppen fliegen in vier russischen Militärtransportflugzeugen von Nur-Sultan ab.[50]

### Detaillierter Ablauf

#### Erste Proteste gegen Preiserhöhung für Autogas und Forderung nach Direktwahlen in Schangaösen (ab 2. Januar)
Erste Proteste im Westen Kasachstans gegen steigende Gaspreise ereigneten sich am 2. Januar 2022 (laut Radio Free Europe/Radio Liberty dagegen: am 1.). Am Morgen des 2. Januar blockierten Anwohner in der Stadt Schangaösen die Straßen, um gegen eine Erhöhung der Gaspreise zu protestieren. Die Demonstranten forderten lokale Regierungen auf, Maßnahmen zur Stabilisierung der Preise und zur Vermeidung von Treibstoffengpässen zu ergreifen. Hunderte von Einwohnern versammelten sich am Nachmittag und kampierten über Nacht auf dem zentralen Stadtplatz. Auch in anderen Orten im Gebiet Mangghystau kam es zu Demonstrationen zur Unterstützung der Menschen in Schangaösen; so gingen etwa auch in Quryq und Schetibai Menschen auf die Straße.
Nach Angaben des vom US-amerikanischen Staat gegründeten Senders RFE/RL befanden sich am Nachmittag des 3. Januar, als sich weitere Anwohner der Menge anschlossen, befanden sich schätzungsweise 1.000 Menschen auf dem zentralen Platz in Schangaösen. Neben der Forderung nach niedrigeren Preisen für Flüssiggas forderten sie nun auch Direktwahlen der lokalen Regierung.
In Schangaösen bestand der Kern der anfänglichen Proteste aus Arbeitern örtlicher Gewerkschaften, die auf mehr als ein Jahrzehnt Erfahrung in der Mobilisierung für Arbeitnehmerinteressen zurückgreifen konnten. Dieser protesterfahrene Kern stellte ein großes Zelt mit Lebensmittelvorräten zur Verfügung, organisierte mobile Toiletten und errichtete eine gut ausgestattete Bühne für die Protestkundgebungen, bei denen sie am 4. Januar dezidierte Forderungen für die Wahl von Gouverneuren und Bürgermeistern („Akime“, kasachisch: äkimi/әкімi, Singular: äkim/Әкім) aufstellten, mit denen die Loyalität der politischen Vertreter zur Bevölkerung anstatt zur Zentralregierung gestärkt werden sollte. Auch überwachte dieser Protestkern in Schangaösen Provokateure und verhinderte somit ein unkontrolliertes Verhalten der Demonstrantenmenge.

#### Ausweitung der Proteste und Gewalteskalation in Almaty (ab 3. Januar)
Die Proteste in den Städten Almaty und Nur-Sultan, die als Zentren für politische Bewegungen in Kasachstan angesehen werden können, setzten sich anders und vielschichtiger zusammen als in Schangaösen. Die Führer verschiedener politischer Gruppen – einschließlich nicht registrierter politischer Parteien – riefen dort ihre Anhängerschaft dazu auf, in Solidarität mit den Demonstranten Schangaösens zum Protest auf die Straße zu gehen. Zwischen dem 2. und 5. Januar in den sozialen Medien auftauchende Bilder lösten Schübe sporadischer, aber gewaltfreier Kundgebungen in allen größeren Städten Kasachstans aus, die vornehmlich politische Änderungen und wirtschaftliche Zuwendungen vom Staat einforderten und am 4. Januar für kurze Zeit den Eindruck von Einigkeit erweckten, bis es noch am selben Tag zum Ausbruch von Massengewalt in Almaty kam.

##### Ausweitung der Proteste
Auch in Aqtau, dem Verwaltungszentrum des Gebietes Mangghystau, kam es am 3. Januar zu ersten Demonstrationen und Solidaritätskundgebungen mit den Demonstranten in Schangaösen. Die Proteste beschränkten sich nun aber nicht mehr nur auf Mangghystau und den Westen des Landes, sondern fanden auch in anderen Landesteilen statt. In Aqtöbe demonstrierten etwa 100 Menschen und auch in Nur-Sultan kam es zu ersten kleineren Protesten. In Almaty im Süden Kasachstans zogen einige Dutzend Demonstranten durch die Stadt. Die Polizei begann in den größten Städten des Landes, in Almaty, Nur-Sultan und Schymkent damit, die großen zentralen Plätze abzusperren, um weitere Demonstrationen zu verhindern. In diesen drei Städten wurde außerdem über Probleme mit der Internetverbindung berichtet, am Abend funktionierten auch Messenger-Dienste in allen drei Städten nicht mehr.
Bis zum Abend gab das Büro von Premierminister Asqar Mamin eine Stellungnahme heraus, in der die Senkung der Flüssiggaspreise an allen Tankstellen in Mangystau angeordnet wurde. Außerdem sollte eine Kommission zur Überprüfung der sozioökonomischen Situation in der Provinz gebildet werden. Der Äkim (Gouverneur) von Mangystau, Nurlan Noghajew, und der Äkim von Schangaösen, Maqsat İbağarov, sowie der Direktor der kasachischen Gasaufbereitungsanlage, Nakbergen Tulepov, begaben sich persönlich auf den zentralen Platz zu den Demonstranten in Schangaösen, um dort die Anweisungen Mamins zu wiederholen und die Demonstranten zu beruhigen. Dort gab man sich mit den Zugeständnissen der Behörden aber nicht zufrieden, so wurde eine weitere Senkung des Preises für Flüssiggas gefordert. Noghajew und die anderen Politiker wurden daraufhin vom Platz vertrieben.
Zu diesem Zeitpunkt begannen sich die Demonstrationen im größeren Umfang auf andere Regionen auszubreiten.
Am Morgen des 4. Januar rief Präsident Toqajew auf Twitter die Protestierenden dazu auf, Verantwortung und Dialogbereitschaft zu zeigen. Zugleich gab er an, dass die Strafverfolgungsbehörden angewiesen sind, dafür zu sorgen, dass die öffentliche Ordnung nicht gestört wird. In einer weiteren Nachricht am Nachmittag appellierte er dann, „den Rufen destruktiver Personen nicht zu folgen, die daran interessiert sind, die Stabilität und Einheit unserer Gesellschaft zu untergraben.“
Nachdem Demonstranten die zweite Nacht in Folge im Freien verbracht hatten, gab es auch am 4. Januar Proteste in Aqtau und Schangaösen. Auf dem zentralen Yntymaq-Platz in Aqtau versammelten sich mehrere tausend, vorwiegend junge Menschen und forderten nun auch den Rücktritt der Regierung und Maßnahmen gegen Arbeitslosigkeit und Korruption. Die Behörden begannen damit, Straßen in die Stadt abzusperren. Auch in anderen Städten kam es erneut zu Protesten zur Unterstützung der Menschen in Schangaösen. Die Proteste richteten sich auch gegen Korruption, Arbeitslosigkeit und niedrige Löhne. In mehreren Städten kam es erneut zu Festnahmen.

##### Gewalteskalation in Almaty (4./5. Januar)
Am Abend des 4. Januar begann die Eskalation der Gewalt. In Almaty brannte ein Gebäude der Staatsanwaltschaft und Protestteilnehmer setzen von Soldaten und Polizeikräften entwendete Waffen ein. Einige Sicherheitskräfte wechselten auch ins Lager der Protestierenden oder traten diesen zumindest nicht entgegen. Am späten Abend versuchten hunderte Demonstranten das Gebäude der Stadtverwaltung in Almaty zu stürmen, die Polizei versuchte die Demonstranten mithilfe von Blendgranaten zu zerstreuen. Der Zugang zum Internet wurde in der Stadt Almaty beschränkt. Human Rights Watch wertete in einem am 26. Januar veröffentlichten Bericht 17 Videos zu einem Ereignis in Almaty des späten 4. und frühen 5. Januar aus, bei dem eine Menge von Protestteilnehmern größtenteils friedlich zum Platz der Republik marschierte und sich dort nahe dem Gebäude der Stadtverwaltung versammelte, während offenbar kleinere Gruppen von Protestteilnehmern bereits auf dem Weg zu dem Platz Geschäfte plünderten. Kurz nach Erreichen des Platzes um 0:15 Uhr wurde die Protestkundgebung dann von den Sicherheitskräften mit Tränengas, Blendgranaten und Gummigeschossen auseinandergetrieben, während eine Menge von Protestteilnehmern begann, den die Stadtverwaltung absichernden Polizeikordon zu durchbrechen, Sicherheitskräfte anzugreifen und Polizeifahrzeuge in Brand zu setzen.
Etwa um 18:30 Uhr begannen Nutzer und Medien über Einschränkungen des mobilen Internetzugangs zu berichten, der fast Dreiviertel des Onlinedatenverkehrs in Kasachstans ausmacht. Die unabhängige Nachrichtenwebsite Orda war nach eigener Angabe landesweit nicht mehr erreichbar, nachdem sie am 4. Januar über die Forderung nach einem Rücktritt der Regierung und einem Rückzug Nursultan Nasarbajews von öffentlichen Angelegenheiten berichtet hatte. Die Website der Nachrichtenagentur KazTAG wurde nach eigener Angabe blockiert, nachdem sie sich geweigert hatte einen Artikel zu entfernen, von dem die Behörden angaben, er enthalte „wissentlich falsche Informationen“. Dem Komitee zum Schutz von Journalisten zufolge wurden Journalisten beim Versuch der Berichterstattung Opfer von Gewalt sowohl vonseiten der Sicherheitskräfte, als auch vonseiten der Protestteilnehmer. Mindestens acht Journalisten wurden verhaftet, die über Proteste berichten wollten.
In einer kurz vor 0:37 Uhr am Morgen des 5. Januar ausgestrahlten Fernsehansprache betonte Präsident Toqajew, dass Aufrufe zu Angriffen auf Regierungsgebäude und Militäreinrichtungen „absolut illegal“ sind. Zugleich versicherte er, die Regierung werde nicht fallen, doch wolle man gegenseitiges Vertrauen und Dialog statt Konflikt.

#### Unruhen in Almaty und Rücktritt der Regierung (ab 5. Januar)

##### Landesweite Entwicklung
Nachdem bereits am Abend des 4. Januars die Regierung bekannt gegeben hatte, dass sie die Preisobergrenze von 50 Tenge (ca. 10 Euro-Cent) pro Liter, also weniger als die Hälfte des Marktpreises, in Mangystau wieder einführen werde, trat am Morgen des 5. Januar Premierminister Asqar Mamin und die von ihm geführte Regierung zurück. Der erste stellvertretende Premierminister Älichan Smajylow wurde von Toqajew zum kommissarischen Premierminister ernannt, die weiteren Regierungsmitglieder sollten ihr Amt bis zur Bildung eines neuen Kabinetts weiterführen. In einer Dringlichkeitssitzung am Morgen des 5. Januar sagte Toqajew, dass die Regierung, insbesondere das Energieministerium, sowie die Unternehmen KazMunayGas und Kazakhgas die Schuld dafür tragen würden, dass es im Zusammenhang mit der Preiserhöhung für Flüssiggas zu Protesten gekommen ist. Während es am 5. Januar zu Gewaltausbrüchen in Almaty und in Aqtöbe kam, entließ Toqajew den als Nasarbajew-treu geltenden KNB-Chef Kärim Mässimow aus seinem Amt und übernahm zudem nach eigener Verlautbarung das Amt des Vorsitzenden des Nationalen Sicherheitsrats, das zuvor Nasarbajew bekleidet hatte.
Das kasachische Innenministerium teilte die Festnahme von mehr als 200 Menschen mit, die landesweit an Demonstrationen teilgenommen hatten. Zugleich gab es bekannt, dass es in der Nacht Angriffe auf die Gebäude der Stadtverwaltungen in Almaty, Schymkent und Taras gab. Dutzende Polizisten wurden verletzt und deren Ausrüstung und Fahrzeuge zerstört. In Aqtöbe versuchten am Nachmittag des 5. Januar Protestierende in das Gebäude der Regionalverwaltung einzudringen. Die Polizei feuerte Tränengas ab, um die Menschen auseinanderzutreiben. Der öffentliche Nahverkehr in der Stadt wurde eingestellt, es kam auch hier zu Unterbrechungen bei Mobilfunk und Internet. Zuvor forderten sie ein Treffen mit dem Äkim des Gebietes Aqtöbe, Orasalin Ongdassyn.
Im Laufe der Proteste richteten sich Demonstranten auch gegen Nursultan Nasarbajew. Als mit Knüppeln und Polizeischilden bewehrte Demonstranten in Almaty zum Sturm auf das Büro des Bürgermeisters marschierten, skandierten sie „Alter Mann, geh!“-Parolen, mit denen sie sich nicht auf Toqajew, sondern auf Nasarbajew bezogen. In Taldyqorghan wurde eine Nasarbajew-Statue von Protestteilnehmern mit Hilfe eines Lastwagens umgestürzt.
Das Gesundheitsministerium vermeldete über 1000 Verletzte. Die Stadtverwaltung von Almaty bezifferte die Verluste der Polizei und übrigen Sicherheitskräfte am Morgen auf 353 Verletzte und 12 Tote. Die OVKS kündigte die Entsendung von Soldaten zur Verstärkung der kasachischen Sicherheitskräfte an.

##### Angriffe auf Regierungsgebäude und andere Einrichtungen in Almaty
In Almaty kam es laut kasachischen Medienangaben zu Plünderungen von Geschäften und Supermärkten, darunter auch eines Waffengeschäfts. Demnach wurden auch zahlreiche Geldautomaten gesprengt. Berichten zufolge wurden am 5. auch Bankfilialen angegriffen.
Einem von den Nachrichtenagenturen Interfax-Kasachstan, TASS und Ria Nowosti zitierten Polizeisprecher zufolge gab es in Almaty zudem Versuche „extremistischer Kräfte“, neben Verwaltungsgebäuden auch das Hauptquartier und mehrere Dienststellen der Polizei zu stürmen, wobei Dutzende Angreifer „eliminiert“ worden.
Nachdem es in diesen Tagen wiederholt zu Auseinandersetzungen zwischen Polizei und Protestteilnehmern gekommen war, bei denen die Polizei auch Wasserwerfer, Tränengas und Schockgranaten eingesetzt hatte, stürmten Protestteilnehmer in Almaty Medienberichten zufolge am 5. Januar die Präsidentenresidenz und das Gebäude der Stadtverwaltung und setzen beide in Brand.
Human Rights Watch nahm später zu diesem Ereignis eine am 26. Januar publizierte Analyse von 23 Videos vor, die am 5. Januar zwischen 15 und 17:30 Uhr aufgezeichnet worden waren, und zählte dabei mindestens 10 Fälle von dem Anschein nach getöteten und 19 von dem Anschein nach durch Geschosse verletzten Personen. Human Rights Watch zufolge sammelte sich dabei um 15 Uhr eine gemischt aus Demonstranten und Randalierern (wörtlich: „rioters“) zusammengesetzte Menge am Platz der Republik und versuchte Regierungsgebäude zu erstürmen, darunter die Stadtverwaltung von Almaty und die Präsidentenresidenz. Human Rights Watch kam zu dem Schluss, dass die meisten Schusswaffen, die Berichten zufolge später in Almaty von Protestteilnehmern eingesetzt wurden, ihnen am Abend des 5. Januar in die Hände fielen. Sie stammten demnach entweder von den Sicherheitskräften im Gebäude der Stadtverwaltung und in der Präsidentenresidenz oder wurden während des Sturms auf das Büro der National Security und auf Waffengeschäfte gestohlen.
Laut der Analyse von Human Rights Watch hatte die Polizei beim Ansturm der Protestteilnehmer auf das Gebäude der Stadtverwaltung lediglich in begrenztem Maße Widerstand geleistet, wobei einige Angehörige der Sicherheitskräfte von Protestteilnehmern gefangen und schwer zusammengeschlagen worden seien. Bereits um 15:08 Uhr sind in den von Human Rights Watch ausgewerteten Videoaufnahmen Brände an drei Seiten des Gebäudes der Stadtverwaltung zu sehen, während ein im Gebäude aufgezeichnetes Video das Gebäude plündernde Protestteilnehmer zeigt sowie Menschen, die dem auf mehreren Stockwerken lodernden Feuer zu entkommen versuchen. Ein kurz nach dem Ausbruch dieser Brände aufgezeichnetes Video zeigt laut Human Rights Watch mehrere Protestteilnehmer (wörtlich: „rioters“) am östlichen Eingang zum Platz der Republik, die aus einem offenen Kofferraum eines Autos mindestens fünf Gewehre entnehmen.
Laut einer Analyse von Human Rights Watch, die 23 Videos untersuchte, die zu verschiedenen Zeiten bis zum Sonnenuntergang um 17:30 Uhr aufgenommen waren, begannen zwischen 15 und 16 Uhr Hunderte von Protestteilnehmer (wörtlich: „rioters and protesters“) in Richtung der leerstehenden Präsidentenresidenz vorzudringen. Bei dem Versuch, die Präsidentenresidenz gegen den Ansturm der Protestteilnehmer zu schützen, schossen Sicherheitskräfte wiederholt mit Sturmgewehren in die Menge von Protestteilnehmern, die teilweise mit Knüppeln, Spaten sowie gestohlenen Polizeischilden und Schlagstöcken ausgestattet waren. Human Rights Watch konnte dabei einen Protestteilnehmer ausmachen, der offenbar eine Schusswaffe trug. Im Gegensatz zu der Situation beim Sturm auf das Gebäude der Stadtverwaltung hatten die in der Präsidentenresidenz stationierten Polizisten und Armeekadetten der Analyse von Human Rights Watch zufolge schnell und anhaltend Gewalt mit tödlicher Folge angewendet.
Angaben der Nachrichtenagentur TASS unter Berufung auf Angaben des TV-Senders Khabar 24 vom 6. Januar zufolge plünderten Protestteilnehmer die Redaktionsbüroräume von Mir 24, Qazaqstan, Khabar, Perwy kanal Ewrasija, Khabar und KTK. Dabei sei auch ein Mitarbeiter des Senders Qazaqstan verletzt worden. In zwei Gebäudekomplexen, in denen Medienunternehmen untergebracht waren, brach in der Nacht des 6. Januars ein Feuer aus.
Auch ein Brand in einem Gebäude der Generalstaatsanwaltschaft in Almaty wurde berichtet.
Der Flughafen von Almaty wurde zusammen mit fünf Flugzeugen besetzt, den Sicherheitskräfte später wieder unter ihre Kontrolle bringen konnten.
Die russische Nachrichtenagentur Ria Novosti berichtete unter Berufung auf das staatlich-russische Medium Sputnik Kasachstan, dass Polizeibeamte den Versuch einer Gruppe von Protestteilnehmern das Gebäude der Polizeidienststelle des Bezirks Auezov in Almaty zu stürmen, vereitelt und die Polizisten mit Blendgranaten vom Dach des in einem Wohngebiet befindlichen Gebäudes geschossen hätten. Laut dem lokalen Portal vlast.kz wurden bei den Protesten festgenommenen Personen in diese Polizeidienststelle gebracht.
Zuvor sollen Protestteilnehmer in der gleichen Gegend Almatys auch Feuer im Gebäude der Regierungspartei Nur Otan gelegt haben. Das Büro der Regierungspartei geriet in Brand und wurde schwer beschädigt.
Örtlichen Nachrichtenagenturen zufolge wurden Dutzende Demonstranten in der Nacht zum 6. Januar getötet, als sie versuchten Regierungsgebäude zu stürmen. Die russische Nachrichtenagentur TASS meldete „heftige Schusswechsel“ zwischen bewaffneten Menschen und Militär vor dem Gebäude der Stadtverwaltung (oder: Rathaus) in Almaty.

#### Ausnahmezustand und Eingreifen von OVKS-Truppen

##### Verhängung des Ausnahmezustands (ab 5. Januar)

Städte von nationaler Bedeutung (Ortspunkte) und Bezirke (rote Füllungen) in Kasachstan, über die am Abend des 5. Januar 2022 der Ausnahmezustand verhängt wurde (später auf das ganze Land ausgedehnt)

Ab dem Nachmittag des 5. Januar blockierte die KazakhTelecom alle Kommunikationsverbindungen landesweit. Davon betroffen waren sowohl das Internet als auch Telefonverbindungen und das Mobilfunknetz. Am 5. Januar verhängte die Regierung den Ausnahmezustand.
Am Abend gab Präsident Toqajew eine Fernsehansprache, in der er nun das erste Mal von „Terroristen“ im Zusammenhang mit den mittlerweile gewalttätigen Protesten sprach. Toqajew stellte in seiner Rede die Proteste als terroristische Bedrohung von außen dar und sprach von im Ausland ausgebildeten Terrorbanden. Er sagte, dass die „terroristischen Banden im Wesentlichen international sind, eine ernsthafte Ausbildung im Ausland absolviert haben, und ihr Angriff auf Kasachstan sollte als ein Akt der Aggression angesehen werden“.
Noch am 5. Januar bat Präsident Toqajew um militärische Unterstützung bei der OVKS, einem aus den sowjetischen Nachfolgestaaten Armenien, Belarus, Kasachstan, Kirgisistan, Russland und Tadschikistan gestellten und von Russland geführten, NATO-ähnlichen Militärbündnis. Als Kommandeur des OVKS-Kontingents fungierte Andrei Nikolajewitsch Serdjukow.
Sprecher der OVKS erklärten, dass es sich um eine Friedenssicherungstruppe handle, die die Aufgabe habe, „wichtige staatliche und militärische Einrichtungen zu beschützen und die kasachischen Strafverfolgungsbehörden bei der Stabilisierung der Lage zu unterstützen“. Russischen Medienangaben zufolge sicherte der Generalsekretär der OVKS, Stanislau Sas, zu, dass die OVKS-Truppen ihre Waffen nur in Notwehrsituationen einsetzen dürften und sich nicht an der Auflösung oder Niederschlagung von Demonstrationen beteiligen würden.

##### Einsatz der OVKS-Kontingente (ab 6. Januar)
Die russischen Fallschirmjägereinheiten trafen am 6. Januar unter anderem mit gepanzerten Fahrzeugen auf einem Stützpunkt des Landes ein. Bis dahin wurden laut dem Innenministerium Kasachstans 18 Sicherheitskräfte getötet und 752 verletzt. Neben Russland entsandten auch Armenien, Belarus, Kirgisistan und Tadschikistan OVKS-Truppen nach Kasachstan.
Kasachische und belarussische Truppen verwendeten dabei völkerrechtswidrig die Abzeichen von UN-Friedenstruppen.

##### Erlaubnis des Schusswaffengebrauchs ohne Vorwarnung (ab 7. Januar)
Am 7. Januar erteilte Toqajew den Sicherheitskräften die Erlaubnis zum Schusswaffengebrauch ohne Vorwarnung und bezeichnete die Vorgänge der vorangegangenen Tage in einer Fernsehansprache als versuchten Staatsstreich. Toqajew sagte, er „habe den Befehl gegeben, das Feuer ohne Vorwarnung zu eröffnen“. Kasachstan habe es mit „Banditen und Terroristen zu tun“, die ausgebildet seien und daher beseitigt werden müssten. Er hatte zuvor bereits behauptet, dass die Ordnung in allen Regionen weitgehend wiederhergestellt seien. Nach Angaben aus dem Innenministerium wurden bis dahin 26 Kriminelle getötet und 18 verletzt.

##### Deutliche Beruhigung der Lage (ab 8. Januar)
Am 8. Januar ließ Toqajew den früheren KNB-Chef und langjährigen Nasarbajew-Vertrauten Kärim Mässimow festnehmen, dem nun Hochverrat vorgeworfen wurde. Zuvor waren Mässimow und zahlreiche weitere KNB-Führungspersonen entlassen worden.
Bis zum 9. Januar wurden über 5800 Menschen im Rahmen der Unruhen festgenommen. Laut Innenminister Jerlan Turghymbajew würden den Festgenommenen unter anderem die Zerstörung von mehr als 100 Gebäuden (überwiegend Einkaufszentren und Banken) und die Zerstörung von 400 Fahrzeugen zur Last gelegt. Am selben Tag meldete das kasachische Staatsfernsehen, dass bisher 164 Menschen getötet und mehr als 2200 verletzt wurden. Die von den Medien unter Berufung auf das Gesundheitsministerium berichtete Mitteilung von mindestens 164 Toten wurde noch am 9. Januar von den Staatsmedien ohne Angabe von Gründen gelöscht und vom Informationsministerium offiziell zurückgezogen. Toqajew gab daraufhin an, die Zahl der zivilen Toten werde „überprüft“, während die Sicherheitskräfte 16 Tote und über 1600 Verletzte zu beklagen hätten. Den Daten des Gesundheitsministeriums zufolge, die von den Behörden veröffentlicht und später wieder zurückzogen worden waren, waren Protestteilnehmer auch an abgelegenen Orten im Süden des Landes zu Tode gekommen, so in Qysylorda und Taras.
Zu diesem Zeitpunkt meldete sich zum ersten Mal seit Beginn der Auseinandersetzungen auch Nasarbajew zu Wort. Sein Pressesprecher erklärte, Nasarbajew befinde sich nach wie vor in Nur-Sultan, er stehe auf der Seite von Toqajew. und rufe auch alle anderen dazu auf. Zuvor hatte es Gerüchte und Spekulationen gegeben, dass beziehungsweise ob Nasarbajew aus Kasachstan ausgereist sei. Auch danach galt Nasarbajews Verbleib unter Beobachtern jedoch zunächst als ungeklärt.
Am 11. Januar wurde der von Toqajew als neuer Premierminister vorgeschlagene Älichan Smajylow vom Parlament Kasachstan für dieses Amt gewählt, das er seit der Entlassung der Regierung durch Toqajew am 5. Januar bereits übergangsweise innehatte.
Ebenfalls am 11. Januar erklärte Toqajew in einer Rede vor hochrangigen Regierungsbeamten und Parlamentsmitgliedern, die OVKS-Mission habe ihr vorrangiges Ziel der Hilfe bei der Stabilisierung des Landes in der größten politischen Krise seiner Geschichte erfüllt. Toqajew kündigte den schrittweisen Abzug der OVKS-Kontingente ab dem 13. Januar an, der nicht länger als 10 Tage benötige. Zudem versprach er Maßnahmen gegen die wirtschaftliche Ungleichheit im Land zu unternehmen, korrupte Strukturen zu zerschlagen und einen fünfjährigen Gehaltsstopp für hochrangige Beamte durchzusetzen.

##### Abzug der OVKS-Truppen (ab 13. Januar)
Am 13. Januar leitete die OVKS den Abzug OVKS-Truppen ein, nachdem die kasachische Regierung seit Tagen von einer sich stabilisierenden Lage in Kasachstan gesprochen hatte und auch nach Einschätzung von vor Ort befindlichen Beobachtern allmählich wieder Ruhe in Kasachstan einkehrte,
Nach Angaben des russischen Verteidigungsministeriums hatten die OVKS-Truppen ihre Mission erfüllt und übergaben „sozial wichtige Objekte“ wieder in die Verantwortung des kasachischen Staates. In Almaty wurde der Ausnahmezustand weiter aufrechterhalten, der seit einer Woche gesperrte Flughafen für den Passagierverkehr jedoch wieder freigegeben. Am 15. Januar vermeldete das russische Verteidigungsministerium, dass die russischen OVKS-Truppen vollständig nach Russland zurückgeführt worden seien.

##### Beendigung der OVKS-Mission und des Ausnahmezustands auch in den letzten Landesteilen (19. Januar)
Am 19. Januar erklärte 2022 Außenminister und Vizepremier Muchtar Tileuberdi bei einem Treffen mit dem Außenminister Österreichs, Alexander Schallenberg in Wien, dass die „Situation unter Kontrolle“ sei. Am gleichen Tag zog nach Angaben des Verteidigungsministerium Kasachstans das letzte Kontingent russischer Truppen aus Kasachstan ab. Zugleich hatten zu diesem Zeitpunkt sämtliche ausländische Soldaten Kasachstan wieder verlassen und der OVKS-Einsatz war beendet worden. Der Leiter der OVKS-Mission, Andrej Serdjukow, wurde von russischen Nachrichtenagenturen mit den Worten zitiert, „die friedenserhaltende Operation“ sei damit abgeschlossen.
Gleichzeitig wurde nun der am 5. Januar von Toqajew verhängte Ausnahmezustand in den letzten Städten und Regionen Kasachstans – und damit auch in den größeren Städten einschließlich Almaty und Nur-Sultan – wieder aufgehoben, nachdem dies in eher entlegenen Gebieten Kasachstans bereits am 12. Januar erfolgt war.

## Opfer- und Schadensbilanzen

### Tote und Verletzte
Die Zahl der Opfer bei den Ausschreitungen in Almaty und anderen Landesteilen wurde von den Behörden auf insgesamt 238 Getötete und 4300 Verletzte beziffert, allein in Almaty sollen 160 Menschen zu Tode gekommen sein. Die Anzahl der erfolgten Festnahmen wurde von offizieller Seite mit 7.000 angegeben.
Wörtlich gab die Generalstaatsanwaltschaft an, dass „während des Ausnahmezustands“ (laut Human Rights Watch: seit dem 4. Januar) landesweit die „Leichen von 225 Menschen in die Leichenhallen eingeliefert“ worden seien. Diese Zahl der gemeldeten Toten enthalte 19 Sicherheitskräfte. Sie schließe auch „bewaffnete Banditen“ ein, „die an terroristischen Anschlägen beteiligt waren“. Zudem seien „auch Zivilisten Opfer von Terrorakten geworden“. Mit einer nachträglichen Erhöhung der Anzahl der Todesopfer müsse gerechnet werden.
Insgesamt sollen nach Angabe der Generalstaatsanwaltschaft rund 50.000 Menschen an den Protesten beteiligt gewesen sein.

### Schadenserhebung
Nach Angaben der nationalen Unternehmerkammer „Atameken“ wurde die Höhe der Schäden durch die Unruhen in Kasachstan für private Unternehmen (ohne Schäden an Einzelpersonen und staatlichen Institutionen) am 14. Januar auf 94,4 Milliarden Tenge (191 Millionen Euro) geschätzt. Schäden wurden in 9 Regionen Kasachstans festgestellt. Für einen Großteil des Schadens waren dabei die Ereignisse in der Stadt Almaty mit Schäden in Höhe von 92,4 Milliarden Tenge (187 Millionen Euro) verantwortlich. Nach einer vorläufigen Einschätzung, die Toqajew am 10. Januar 2022 in einem Gespräch mit dem Präsidenten des Europäischen Rates Charles Michel mitteilte, könnte sich der wirtschaftliche Gesamtschaden auf 2–3 Milliarden US-Dollar belaufen.

## Festnahmen und Strafverfolgung

### Verantwortliche und Hintergründe der Gewalttaten
Nach der Niederschlagung der gewaltsamen Proteste reiste der Vizepremier und Außenminister Tileuberdi in verschiedene europäische Staaten, um die Perspektive der Regierung Kasachstans zu vertreten. Tileuberdi versprach eine umfassende Untersuchung der Ereignisse. Die Ermittlungen zu den genaueren Umständen seien noch nicht abgeschlossen. Er kündigte jedoch an, dass die Resultate international mitgeteilt werden würden.
Eine internationale Untersuchung der Unruhen lehnte Toqajew ab und bezeichnete sie mit Verweis auf eigene Ermittlungen vonseiten Kasachstans als nicht notwendig.

#### Offizielle Lesart der Regierung Kasachstans
In seiner Fernsehansprache am 7. Januar 2022 hatte Präsident Toqajew ausländische „Terroristen“ für die Gewalt verantwortlich gemacht. Er behauptete in der Fernsehansprache, Kasachstan werde von „internationalen Terrorgangs angegriffen, die im Ausland trainiert“ worden seien. Einige von ihnen hätten „nichtkasachische Sprachen“ gesprochen, „säkulare Bürger“ getötet und „Frauen vergewaltigt“. Darüber hinaus hatte er in der Fernsehansprache auch die „sogenannten freien Medien“ der Anstiftung zur Gewalt beschuldigt. Seine ursprüngliche Behauptung, „20.000 ausländische Terroristen“ seien an der Verursachung der Unruhen beteiligt, nahm Toqajew im Laufe der Krise zurück, verwies aber dafür auf angebliche Militante aus Afghanistan und dem Nahen Osten als Beteiligte eines koordinierten „Putschversuchs“.
Außenminister Tileuberdi wiederholte bei seinen Besuchen europäischer Staaten das offizielle Regierungsnarrativ, nach dem die anfänglich friedlichen Proteste von „Terroristen, Extremisten und Kriminellen gekapert“ worden und radikale Islamistengruppen für die ausgeuferte Gewalt verantwortlich seien. Tileuberdi gab an, Terroristen seien „im Ausland ausgebildet“ worden. Die Organisatoren der Unruhen befänden sich in Kasachstan und in anderen Staaten.
Da in der verfügbaren Zeitspanne keine den Ereignissen entsprechende Anzahl von potenziellen Tätern nach Kasachstan gelangt sein könnte, müssten offenbar „Schläferzellen“ in Kasachstan von Terroristen existiert haben, auf die die Strafverfolgungsbehörden Kasachstans jedoch nicht vorbereitet gewesen seien. Alleine ein Angriff auf die Hauptstadt Nursultan hätte laut Tileuberdi „für einen Staatsstreich ausgereicht“, doch sei ein solcher Angriff durch die OVKS-Kontingente verhindert worden, die bedeutende Einrichtungen wie die Nationalbank bewacht hätten.
Tileuberdi verteidigte Toqajews Rede, in der dieser die Freigabe des Schusswaffengebrauchs mitgeteilt hatte, und erklärte, Toqajew habe sich damit nicht gegen die Demonstranten gerichtet, sondern gegen „Terroristen“ und radikale Islamisten, die „asiatisch“ gesprochen hätten. Tileuberdi erklärte, in Krankenhäusern seien Personen vorgefunden worden, die keine der beiden Amtssprachen Kasachstans (Kasachisch und Russisch) gesprochen hätten. Es seien auch Bürger Kasachstans identifiziert worden, die sich an Kämpfen von Dschihadisten in Syrien und im Irak beteiligt hätten oder in Afghanistan zum Einsatz gekommen seien. Zudem hätten zwei Enthauptungen von Polizisten durchgeführt worden.
Tileuberdi dementierte dagegen Machtkämpfe zwischen den Lagern Nasarbajews und Toqajews und verwies dazu auf ein am 18. Januar 2022 publiziertes Video, in dem Nasarbajew in entsprechender Weise einen Konflikt in der Elite des Landes bestritten hatte.

#### Westliche Experteneinschätzungen
Nach Einschätzung der Zentralasienexpertinnen Margarete Klein und Andrea Schmitz (Stiftung Wissenschaft und Politik, SWP) vom 17. Januar 2022 blieben die Hintergründe der „eskalierenden Straßengewalt“ sowie die Akteure, von denen sie ausgegangen war, zunächst weiterhin unbekannt.
Während viele internationale Medien das Narrativ der Regierung Kasachstans aufgegriffen hatten, nach dem dschihadistische Umtriebe für die Unruhen verantwortlich seien, wurde diese Lesart nicht von Kasachstan-Experten geteilt. Auch nach Einschätzung von Andrea Schmitz konnten zunächst keine islamistischen Bezüge zu den gewaltsamen Protesten festgestellt werden (mit Stand vom 10. Januar 2022).
Der üblicherweise in Almaty ansässige Journalist und Wissenschaftler Paolo Sorbello hatte wenige Tage zuvor als Einschätzung mitgeteilt, es existierten „nur sehr wenige Hinweise darauf, wer diese Gruppen organisiert hat, ob sie koordiniert, in Konkurrenz zueinander oder mit den Eliten verbunden sind“. Daher könne man „nur spekulieren, niemand hat die Verantwortung für diese Taten übernommen“.

#### Einschätzungen russischer Beobachter, Medien und Funktionäre
Viele russische Beobachter verdächtigten westliche Geheimdienste, die Unruhen zu steuern. Russische Staatsmedien verbreiteten ebenfalls die Darstellung einer Kontrolle der Proteste aus dem Ausland.
Auch das Präsidium (ähnl. einem Politbüro) des Zentralkomitees der KP Russlands stellte der Tageszeitung Neues Deutschland zufolge in einer Erklärung zu den Unruhen Spekulationen über eine „fünfte Kolonne“, „islamistische Zellen“ und „im Westen aufgezogene“ Nichtregierungsorganisationen an.

### Festnahmen, Inhaftierungen und Ermittlungen

#### Festnahmen
Die Agentur Tengrinews hatte unter Berufung auf das Innenministerium zunächst berichtet, dass während der Proteste etwa 9900 Menschen in Gewahrsam genommen wurden. Einige Tage später hatten Medien die Anzahl der Festnahmen mit über 10.000 angegeben. Am 19. Januar 2022 erklärte Außenminister und Vizepremier Tileuberdi dann, dass sich zu diesem Zeitpunkt von 7.000 Festgenommenen noch 2.000 in Gewahrsam befanden.

#### Inhaftierungen und Ermittlungen
Am 22. Januar 2022 teilte die Staatsanwaltschaft mit, dass gegen 464 Verdächtige wegen „Terrorismus“ und „Verbrechen im Zusammenhang mit Massenunruhen“ ermittelt werde. Demnach befanden sich nun insgesamt 970 Personen im Zusammenhang mit den Protesten in Haft, unter anderem unter dem Vorwurf von Diebstahl, Waffenbesitz und Störung der öffentlichen Ordnung. 73 Verdächtige hatten nach Angabe der Ermittlungsbehörden Verletzungen davongetragen, 29 davon Schussverletzungen.
Zu den Verhafteten gehörte auch der Leiter des Inlandsnachrichtendienstes, Kärim Mässimow, der wie seine Stellvertreter entlassen wurde und gegen den Medienangaben zufolge Ermittlungen wegen Landesverrats eingeleitet wurden.

## Weitere Folgen und Bedeutung
Die Frage nach den mittelbaren Folgen der Unruhen war zunächst nicht klar zu beantworten.
Grundsätzlich kommt aber insbesondere Machtwechseln im postsowjetischen Raum mit den daraus resultierenden möglichen Kurswechseln in der Landespolitik eine potenziell hohe mittelbare Bedeutung zu, weil die Region von geopolitischen Interessenkonflikten zwischen Russland einerseits, der Europäischen Union (EU) oder den USA andererseits und in steigendem Maße auch China geprägt ist, die jede neue Staatsführung aus der Region vor die Entscheidung zwischen einer pro-westlichen oder pro-russischen Ausrichtung stellen.

### Geopolitisches Umfeld

Kasachstan und die übrigen Mitgliedstaaten der EAWU (Krim umstritten)

Die Spannungen in Kasachstan betreffen eine Region, in der ein Konkurrenzkampf um Einfluss stattfindet zwischen Russland – das eng mit Kasachstan als zweitwichtigstem Mitgliedstaat der von Russland angeführten Eurasischen Wirtschaftsunion (EAWU) wirtschaftlich verflochten ist – und den USA – dem zweitgrößten ausländischen Investor in Kasachstan. Auch der strategische Wettbewerb zwischen China und den USA hatte in den vorangegangenen Jahren zugenommen, wobei Russland und China nach Ansicht verschiedener Beobachter strategisch und politisch ein gemeinsames Interesse miteinander verband, den Einfluss der USA in Zentralasien begrenzt zu halten. Traditionell hatte Russland in Zentralasien als Ordnungsmacht fungiert, während China sich dort vorrangig wirtschaftlich betätigte.
Die unter Nasarbajew in Kasachstan eingerichtete Präsidialautokratie hatte gleichzeitig wirtschaftliche Annäherung an den Westen und Pflege guter politischer Beziehungen zu China und Russland betrieben. Unter dem diplomatisch geschulten Präsidenten Toqajew verfolgte Kasachstan eine sogenannte Multi-Vektor-Politik zur Schaffung möglichst fairer Wettbewerbsbedingungen und bevorzugte in seiner geopolitischen Strategie weder China, noch Russland oder interessierte US-amerikanische Partner. Im Bestreben um Technologietransfer hatte es zudem als einziger Staat in der Region ein Partnerschafts- und Kooperationsabkommen mit der EU getroffen.
Der Vorwurf Russlands gegenüber den USA, mit den Ereignissen vom Januar 2022 eine neue „Farbrevolution“ in Kasachstan als einem Nachfolgestaat der Sowjetunion zu befeuern, fiel in eine Zeit, als für den 10. Januar 2022 in Genf bereits Verhandlungen zwischen Russland auf der einen Seite und den USA und der NATO auf der anderen Seite über eine insbesondere Europa betreffende Sicherheitsordnung geplant waren, die im Rahmen eines von US-Präsident Joe Biden und dem russischen Präsidenten Wladimir Putin im Sommer 2021 angekündigten „strategischen Sicherheitsdialogs“ erfolgten.

#### Russland
Zwischen den Eliten Russlands und Kasachstans, deren Werte jeweils noch durch die Sowjetunion geprägt worden waren und die sich über die russische Sprache miteinander verständigen konnten, bestanden enge Verbindungen.
Für Russland konnte das von Nasarbajew in Kasachstan geschaffene System, in dem sich auch noch ehemalige kommunistische Eliten der Sowjetunion hielten, als eine Art Stabilitätsgarant gegen das Übergreifen von Unruhen aus Zentralasien angesehen werden.
Kasachstan galt nicht nur als bedeutendster Bündnispartner Russlands, sondern umgekehrt Russland auch als bedeutendster internationaler Partner Kasachstans.
Nichtsdestoweniger votierte Kasachstan in der wenige Wochen danach folgenden Generalversammlung der UN vom 28. Februar zur Verurteilung des russischen Überfalls auf die Ukraine nicht mit Russland, sondern enthielt sich seiner Stimme. Auch weigerte sich Kasachstan, die von Russland gesponserten „Volksrepubliken“ Lugansk und Donezk als eigenständige Staaten anzuerkennen.

#### China
Kasachstan gilt zudem als einer der bedeutendsten Verbündeten in der Region für China. China tätigt in Kasachstan zahlreiche Investitionen im Rahmen des geopolitischen Projektes der Neuen Seidenstraße, innerhalb dessen Kasachstan einen bedeutenden Bestandteil auf einer der wichtigsten Routen des Projekts darstellt. China verfügte – insbesondere über die Energie- und Bergbauindustrie – über tiefreichende Verbindungen zur autokratischen Elite Kasachstans. Innerhalb der Bevölkerung Kasachstans war jedoch teilweise auch die Befürchtung entstanden, bei dem Projekt Neue Seidenstraße könne es sich um ein weiteres Instrument der politischen Elite zur Geldwäsche von kleptokratisch der Bevölkerung abgenommenen Finanzmitteln und zum Verfolgen territorialer Ambitionen Chinas in Kasachstan handeln.
Die kasachische Regierung hatte sich nie den Vorwürfen schwerer Menschenrechtsverletzungen in der Region Xinjiang angeschlossen, denen sich China international ausgesetzt sieht und von denen auch in Kasachstan lebende muslimische Bevölkerungsteile als Opfer des chinesischen Vorgehens betroffen sein sollen. Die chinesische Führung wiederum stand revolutionären Bewegungen gegen verbündete autokratische Regierungen in Zentralasien strikt ablehnend gegenüber. China dämonisierte dementsprechend die Farbrevolutionen der postsowjetischen Staaten.
In der kasachisch-chinesischen Grenzregion besaß China ein Interesse an Stabilität und Sicherheit und befürchtete ein Übergreifen von Unruhen auf das unmittelbar an Kasachstan grenzende Uigurische Autonome Gebiet Xinjiang, in dem neben der ethnisch-uigurischen Bevölkerung auch über eine Million ethnische Kasachen als weitere turkstämmige Minderheit Chinas leben. Über die Shanghaier Organisation für Zusammenarbeit (SOZ) stand ein Mittel zur Verfügung, über das sich die Regierung Kasachstans unter Toqajew während der Unruhen um internationale Unterstützung von China hätte bemühen können. Die SOZ hatte als von China geführte Gruppe in der Vergangenheit bereits mehrere „Anti-Terror“-Manöver durchgeführt, mit denen zugleich die militärische Unterstützung bei der Unterdrückung von Volksaufständen in SOZ-Mitgliedstaaten trainiert worden war.
Ende 2021 hatte der chinesische Außenminister Wang Yi in einem in Renmin Ribao veröffentlichten Artikel den 30. Jahrestag der Aufnahme diplomatischer Beziehungen Chinas zu den fünf ehemaligen Sowjetrepubliken Usbekistan, Kirgisistan, Tadschikistan, Turkmenistan und Kasachstan gewürdigt. Darin hatte er erklärt, man habe sich „seitdem gegenseitig durch dick und dünn geholfen und einen neuen Rahmen für die Sicherheitskooperation geschaffen“. Ausdrücklich lobte er darin die Zusammenarbeit bei der Bekämpfung der Kriminalität und der „drei bösen Mächte“ und erklärte, China und seine Nachbarn stünden „gegen ausländische Kräfte, die «Farbrevolutionen» in Zentralasien anzetteln“. Zudem hätten die Staaten nach dem Truppenabzug der USA aus Afghanistan und der Machtübernahme durch die Taliban in Bezug auf Afghanistan gut zusammengearbeitet.
Allerdings wurde eine mögliche Anrufung chinesischer Sicherheitskräfte durch Kasachstan zur Niederschlagung von Unruhen als in der Bevölkerung Kasachstans äußerst unwillkommen eingeschätzt.

#### Türkei

Kooperationsrat der Turksprachigen Länder
offizielle Mitglieder
Beobachter bzw. potentielles Mitglied

Auch die Türkei gehört zu den Konkurrenten, die in der Region Interessen verfolgen. Gestärkt durch militärische und politische Erfolge des Jahres 2020 im Bürgerkrieg in Libyen und im Krieg um Bergkarabach stellte die Türkei 2021 eine revisionistische Einflussgröße mit Ambitionen dar, die zwar diejenigen Russlands und Chinas nicht infrage stellen konnten, aber östlich bis in die turksprachigen Regionen Zentralasiens reichten. Zur Realisierung ihrer Vorhaben in Zentralasien beabsichtigte die Türkei, den Kooperationsrat der Turksprachigen Länder zu nutzen, den Nursultan Nasarbajew 2006 initiiert und 2009 implementiert hatte und zu dessen Vorsitzenden am 12. November 2021 der Staatspräsident der Türkei, Recep Tayyip Erdoğan, ernannt worden war.

### Aufwertung der OVKS und mögliche Zunahme des Einflusses Russlands
| Land          | Soldaten |
| ------------- | -------- |
| Russland      | 1480     |
| Tadschikistan | 200      |
| Kirgisistan   | 150      |
| Belarus       | 100      |
| Armenien      | 100      |
| Gesamt        | 2030     |

Der zügig eingeleitete und rasch erfolgreich zum Abschluss gebrachte Einsatz der OVKS-„Friedenstruppen“ erfolgte Medienangaben zufolge gemäß der Leitlinien eines im Dezember 2021 vom Parlament Kasachstans erneuerten Verteidigungsabkommens mit Russland und mit dem Einverständnis der Volksrepublik China. Russland ging mit der Entsendung seiner Truppen nach Kasachstan während der gewalttätigen Proteste und Unruhen ein hohes Risiko ein, da eine Beteiligung russischer Soldaten an der Auflösung von Straßenprotesten dem Ansehen Russlands in der Öffentlichkeit in Kasachstan und in der Welt schweren Schaden zugefügt hätte.

#### Aufwertung der OVKS

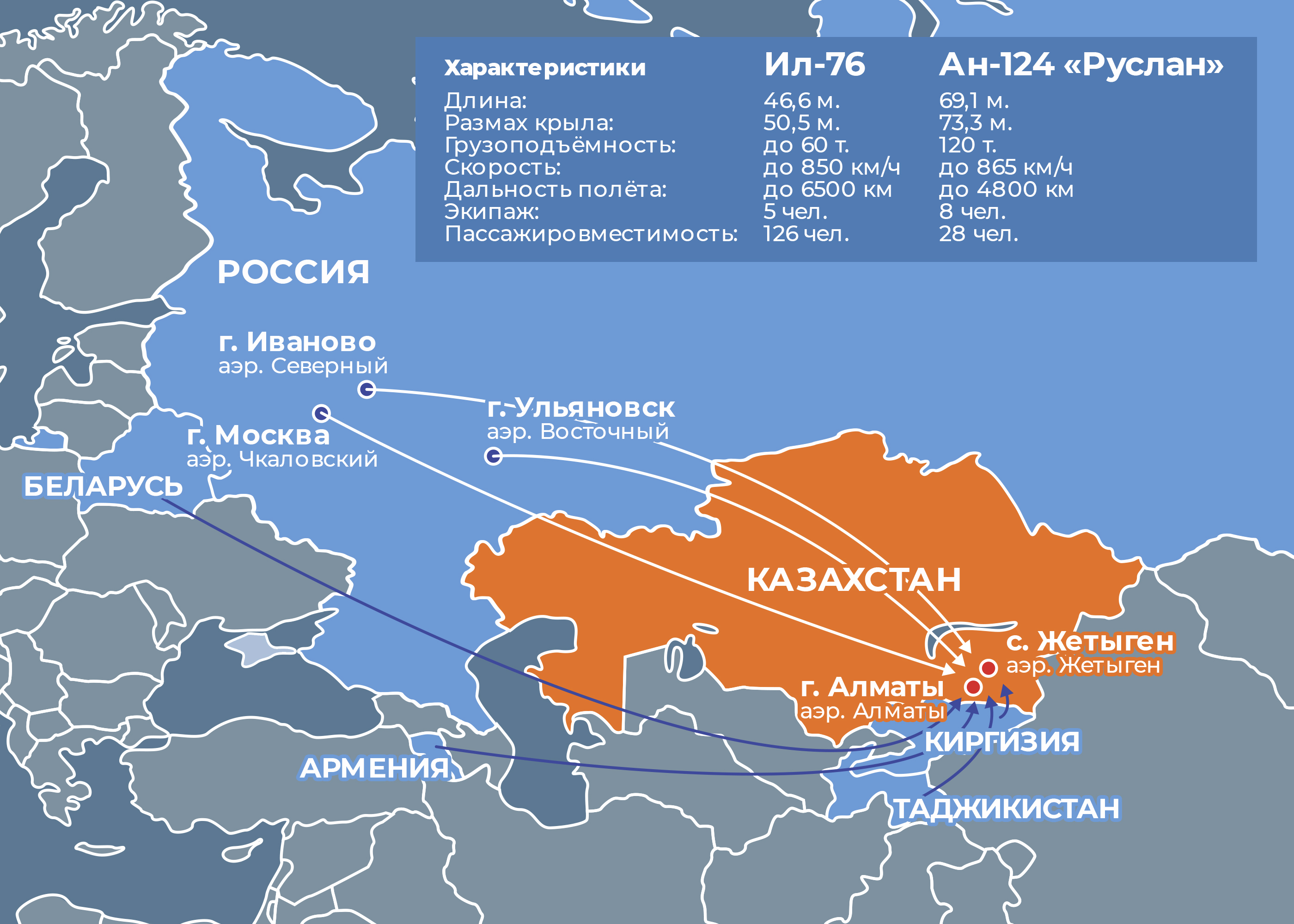
Offizielle Grafik zur Entsendung der OVKS-Truppen nach Kasachstan in Darstellung durch das Verteidigungsministerium der Russischen Föderation

Der russischen Führung gelang es zum einen, Erfolge in Kasachstan zu erzielen und der OVKS zum anderen mit der ersten Entsendung von „Friedenstruppen“ in einen OVKS-Mitgliedsstaat praktische Bedeutung zu verleihen.
Zunächst wurde die Militäroperation der OVKS-Truppen zur „Friedenssicherung“ als großer geopolitischer Erfolg für Russland unter Führung Wladimir Putins gewertet, dem es somit zumindest vorerst zum wiederholten Mal gelungen war, sich in seinem selbstdefinierten Einflussbereich als erfolgreicher Krisenmanager für andere Staaten darzustellen. Bei der Beteiligung der OVKS an der Niederschlagung der Unruhen in Kasachstan handelte es sich sowohl um das erste Mal, dass Russland offiziell an der gewaltsamen Beendigung von Protesten in einem Nachbarland mitwirkte, als auch um das erste Mal, dass das Militärbündnis im Laufe seines zwanzigjährigen Bestehens der Erfüllung seiner vertraglich bedingten militärischen Beistandsverpflichtung nachgekommen ist. US-Außenminister Antony Blinken hatte zu Beginn des OVKS-Einsatzes dessen Legitimität öffentlich in Frage gestellt und die Regierung Kasachstans gewarnt, wenn „Russen“ erst einmal im Land seien, könne es „sehr schwierig sein, ihren Abzug zu erreichen“. Tatsächlich war der vollständige OVKS-Abzug dann jedoch noch vor dem am 11. Januar von Toqajew angekündigten spätesten Abzugstermin des 21. Januar erfolgt und die Mission offiziell beendet.
Der Einsatz der OVKS in Kasachstan hob die Bedeutung der Organisation an. Vor diesem ersten offiziellen Einsatz waren die OVKS-Streitkräfte in ihrer Geschichte eher zurückhaltend aufgetreten. Der Organisation, die als von Russland stark dominiert gilt, war international zuvor keine praktische Funktion zugetraut worden.

#### Mögliche Zunahme des Einflusses Russlands

##### Mögliche Kräfteverschiebung gegenüber Kasachstan
Der Einsatz der OVKS in Kasachstan nährte in der westlichen Welt die Sorge, dass sich Russland auf diesem Weg größeren Einfluss in Kasachstan sichern werde. In westlichen Medien wurde spekuliert, ob Kasachstan möglicherweise eine zweite Ukraine werde und ob die Annexion kasachischer Gebiete nach dem Muster der Annexion der Krim 2014 durch Russland drohe.
Einige Beobachter werteten die mit „Bedrohung durch Terroristen aus dem In- und Ausland“ begründete Anrufung der OVKS um Hilfe als Zeichen der Schwäche oder als Kontrollverlust Toqajews. Entsprechende Befürchtungen bestanden bereits seit Jahren, nachdem russische Politiker auch aus der Regierungspartei Einiges Russland wiederholt mehr oder weniger offen die Annexion Nord-Kasachstans gefordert hatten. Nach Ansicht von Margarete Klein und Andrea Schmitz (Stiftung Wissenschaft und Politik) war der OVKS-Einsatz als Teil einer sich militarisierenden Außenpolitik Russlands zu betrachten, das mit den „Kollektiven Friedenstruppen“ der OVKS ein neues Mittel eingesetzt habe. Mit dem Mandat unter Beteiligung anderer OVKS-Staaten habe Russland jedoch nicht eine „Lastenteilung“, sondern vorrangig eine multilaterale Legitimation eines „de facto russischen Militäreinsatz“ beabsichtigt.
Nach den Unruhen war zunächst die Annahme verbreitet, dass die Krise Kasachstan von Januar 2022 das Ende der hochgelobten Multi-Vektor-Außenpolitik Kasachstans nach sich ziehen werde. Klein und Schmitz (SWP) zufolge zog die Entscheidung Toqajews, eine OVKS-Intervention zu erbeten und damit einen Präzedenzfall zu schaffen, „weitreichende Folgen für den postsowjetischen Raum“ und die Beziehungen zwischen Kasachstans und Russland nach sich. Der Bedeutungszuwachs für Russland, das „in seiner Rolle als Bündnispartner Kasachstans und Garant für dessen Sicherheit“ gestärkt sei, sei zu einem kritischen Zeitpunkt der „Spannungen zwischen Russland und dem Westen“ erfolgt. Er eröffne Russland möglicherweise die Gelegenheit, als Gegenleistung für seinen militärischen Beistand von Kasachstan gegen die Interessen der USA oder anderer westlichen Staaten gerichtete außenpolitische Zugeständnisse einzufordern.
Dieser Prognose wurde entgegengebracht, dass sie nach den Unruhen zunächst durch kein Zustandekommen von zwischenstaatlichen Abkommen oder Absichtserklärungen gestützt werden konnte.

Abstimmungsverhalten Kasachstans und anderer Staaten in der UN-Generalversammlung am 2. März 2022 zur UN-Resolution, die die Aggression gegen die Ukraine verurteilt
Dafür
Dagegen
Enthaltung
Abwesend
Kein Mitglied

Obwohl Kasachstan als einer der engsten Verbündeten Russlands galt, lehnte es Medienangaben zufolge, die sich auf Mitteilungen offizieller Vertreter vom 25. Februar 2022 beriefen, eine Beteiligung seiner Truppen an der am 24. Februar 2022 begonnenen Militäroffensive der russischen Föderation in der Ukraine ab und verweigerte den selbsternannten und abtrünnigen Volksrepubliken Donezk und Luhansk die Anerkennung, die von Russland am 21. Februar 2022 als unabhängige Staaten anerkannt worden waren und dann als Vorwand für die Aggression der Russischen Föderation in der Ukraine dienten.
Diese Entscheidungen Kasachstans wurden von westlichen Medien als „überraschende Entwicklung eines traditionellen Verbündeten Russlands“ (NBC) oder als Imstichlassen des russischen Präsidenten Putin durch den kasachischen Präsidenten Toqajew (Funke Mediengruppe) bezeichnet und von den USA in einer Erklärung des NSC offiziell begrüßt. In der Vergangenheit hatte sich Kasachstan bereits gegen die Annexion der Krim 2014 und gegen die Anerkennung Abchasiens und Südossetiens, die nach dem Russisch-Georgischem Krieg 2008 von russischen Truppen besetzt worden waren, als selbständige Republiken positioniert. Bei einer Abstimmung zu einer UN-Resolution gegen die Aggression in der Ukraine (Resolutionsentwurf ES-11/1) am 2. März 2022, in der die Militäroffensive der Russischen Föderation als Verstoß gegen Artikel 2 Absatz 4 der Charta der Vereinten Nationen gewertet und als Aggression der Russischen Föderation gegen die Ukraine aufs Schärfste verurteilt wird, gehörte Kasachstan zu den 35 Mitgliedstaaten, die für Enthaltung stimmten, während 141 Mitgliedstaaten für und 5 Mitgliedstaaten (Russland, Belarus, Syrien, Eritrea und Nordkorea) gegen die Resolution stimmten und sich 12 Mitgliedstaaten nicht an der Abstimmung beteiligten.
Die Zentralasien-Expertin Beate Eschment wertete die Enthaltungen bei den Abstimmungen zu den UN-Resolutionen Anfang und Ende März 2022 (Resolution ES-11/1 „Aggression gegen die Ukraine“ vom 2. März 2022 und Resolution ES-11/2 „Humanitäre Folgen der Aggression gegen die Ukraine“ vom 24. März 2022)
zur Verurteilung des russischen Angriffskrieges durch Kasachstan und die anderen ehemaligen Sowjetrepubliken Zentralasiens (Armenien, Kirgisistan, Tadschikistan und bei der zweiten Abstimmung auch Usbekistan) als Zeichen an die Führung in Russland, dass diese Staaten sich für neutral erklärt hätten, obwohl auf sie vonseiten der russischen Führung „starker Druck ausgeübt“ werde. Laut Eschment habe der russische Präsident, Wladimir Putin, mit der Unterstützung dieser Staaten gerechnet, doch zeigten deren Entscheidungen, dass er ihnen zwar „Angst“ mache, aber an Einfluss auf sie verliere. Eschment schätzte dabei die Situation für Kasachstan am sensibelsten ein, da der Ukraine-Konflikt für die anderen ehemaligen Sowjetrepubliken in Zentralasien keine derart existentielle Bedeutung besitze. Die Problematik liegt nach Einschätzung Eschments darin, dass die Lage Kasachstans zumindest teilweise mit derjenigen der Ukraine vergleichbar sei, da Kasachstan wie die Ukraine über eine lange Grenze zu Russland und vor allem im Norden auch über eine große russische Minderheit verfüge, so dass „gerade der Norden Kasachstans für russische Nationalisten von Interesse“ sei. Da Putin schon 2014 die Staatlichkeit Kasachstans mit den Worten „die Kasachen hatten nie einen eigenen Staat“ infrage gestellt haben soll, können laut Eschment Parallelen zur Situation der Ukraine gezogen werden. Eschment zufolge zeigte die Entscheidung Kasachstans bei der UN-Resolution im März 2022, dass die Annahme der Experten, Kasachstan werde nach den Unruhen im eigenen Land 2022 aufgrund einer Verpflichtung Toqajews zur Dankbarkeit gegenüber Putin zunehmend abhängig von Russland, sich nicht bewahrheitet hätten. Äußerungen Toqajews wie vom 1. März 2022 (Zitat: „Unsere Haltung sollte von der entscheidenden Notwendigkeit ausgehen, die Sicherheit, Souveränität und territoriale Integrität unseres Staates zu gewährleisten“) wertete Eschment als Beleg dafür, dass Toqajew einen „russischen Angriff“ auf Kasachstan nicht ausschließe.

##### Mögliche Kräfteverschiebung gegenüber China
Russland gelang westlichen Medienangaben zufolge der Ausbau seines Einflusses in Zentralasien während der Wochen der Unruhen des OVKS-Einsatzes in Kasachstan, ohne dass es dabei – zumindest zunächst – in Konflikt mit China geriet.
Über die Auswirkungen auf das Verhältnis zu Kasachstan hinaus bot sich Russland durch die Militärintervention nach Ansicht von Klein & Schmitz die Möglichkeit, eine Rolle als bedeutendster „sicherheitspolitischer Akteur in Zentralasien“ noch vor China einzunehmen, dem es in den vorangegangenen Jahren gelungen war, seine Kooperation mit zentralasiatischen Staaten auf wirtschaftlicher und im Zuge dessen auch auf sicherheitspolitischer Ebene zu Lasten Russlands auszuweiten.

#### Möglicher Selbstschutz Russlands
Während bedeutende deutschsprachige Medien als Grund für Russlands Eingreifen in Kasachstan gelegentlich ein Bestreben Russlands zur eigenen Einflusserweiterung angaben, lagen die Motive Russlands nach Einschätzung von Temur Umarow (Moskauer Carnegie-Zentrum) in Sicherheitsbedenken für den Fall einer Destabilisierung Kasachstans, da Russland auch angesichts der außerordentlich langen und teilweise ungesicherten kasachisch-russischen Grenze mögliche Auswirkungen auf die benachbarten Regionen Russlands befürchten könne.
Aufgrund dieses Selbstschutzinteresses Russlands hielt Umwarow auch das Bestehen eines aus dem OVKS-Einsatz resultierenden neuen Druckmittels Russlands gegenüber der kasachischen Regierung für unwahrscheinlich.

#### Mögliche Ablenkung von einem Eliten-internen Konflikt und Legitimierung eines harten Vorgehens
Temur Umarow (Moskauer Carnegie-Zentrum) wandte sich gegen die Ansicht, dass die Anrufung der OVKS um Hilfe durch Toqajew ein Anzeichen für dessen Schwäche gewesen sei und stellte sich auf den Standpunkt, die Entsendung der OVKS-Truppen habe eher symbolischen Charakter gehabt. Tatsächlich habe der OVKS-Einsatz demonstrieren sollen, dass die russische Führung über die Vorgänge in den kasachischen politischen Eliten unterrichtet sei, dass Russland die legitime kasachische Regierung unterstütze und dass die offizielle Lesart eines Kampfes gegen internationalen Terrorismus zutreffend sei. Der Konflikt sei bewusst nicht als Auseinandersetzung innerhalb der kasachischen Eliten dargestellt worden, sondern stattdessen das Narrativ eines Putschversuchs konstruiert worden, um das harte Vorgehen gegen die Proteste und die Entsendung der OVKS-Truppen zu legitimieren. Die offizielle Lesart der Terrorismus-Bekämpfung mit Andeutung von Afghanistan als Ursprungsort biete den Vorteil eines idealen Feindbildes sowohl für die westliche Welt, als auch für China, Russland und Kasachstan und habe zudem den Vorteil, dass Behörden die Geheimhaltung von Informationen mit Hinweis auf die klandestinen Strukturen des Terrorismus rechtfertigen könnten.

### Konzentrierung der Macht um Toqajew zu Lasten Nasarbajews
Nach Einschätzung vieler Beobachter wurden die Proteste möglicherweise durch einen staatsinternen Machtkampf zwischen Toqajew und Nasarbajew angeheizt. Die für die Geschichte Kasachstans beispiellos blutig verlaufenen Unruhen in Almaty haben dabei möglicherweise eine Verschiebung des innerstaatlichen Machtgefüges zugunsten Toqajews und zuungunsten Nasarbajews begünstigt.
Einige Beobachter oder Experten vertreten die Ansicht, dass die Proteste von Nasarbajew für einen versuchten Staatsstreich missbraucht wurden, und verdächtigen Mitglieder des Familienclans Nasarbajews, aggressive Gruppen entsendet zu haben, die die Proteste vor allem in Almaty in Gewalt umschlagen ließen. Andere Experten stehen dagegen auf dem Standpunkt, dass Toqajew die Situation im Land während der Proteste zur Entmachtung Nasarbajews genutzt habe.

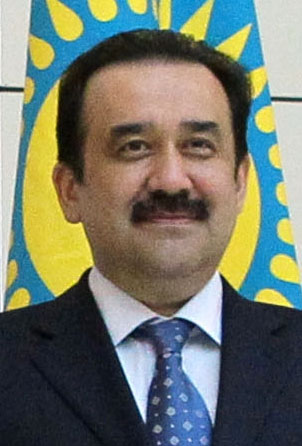
KNB-Chef Kärim Mässimow, im Zuge der Unruhen entlassen und am 8. Januar 2022 wegen Hochverrats oder Landesverrats verhaftet

Als Ergebnis dieser Auseinandersetzung scheint die Entmachtung Nasarbajews vollzogen worden zu sein. Einer Analyse der Denkfabrik Moskauer Carnegie Center zufolge soll die Ära Nasarbajews durch Toqajew innerhalb von wenigen Tagen endgültig beendet worden sein. Als Anzeichen für einen Machtkampf innerhalb der Führungselite Kasachstan wurde auch angeführt, dass Toqajew die gesamte Regierung entlassen, Nasarbajew als Chef des Sicherheitsrates abgelöst, die Führungsriege des KNB entlassen und den KNB-Leiter Mässimow am 8. Januar wegen Hochverrats oder Landesverrats verhaften lassen hatte. Einige Beobachter deuteten das nachträgliche Erscheinen von militanten Teilnehmern an den Protesten in Almaty als Hinweis auf einen Machtkampf innerhalb der Elite Kasachstans.
Als Konfliktparteien in der Elite wurden beispielsweise Toqajew auf der einen Seite angegeben und zwei Neffen Nasarbajews auf der anderen Seite: Einer der als Gegenspieler Toqajews agierenden Neffen Nasarbajews soll der im Zuge der Ereignisse des Januar 2022 von Toqajew entlassene stellvertretende Leiter oder General des KNB sein, Samat Äbisch, der zunächst noch in seinem Amt als erster Stellvertreter des KNB-Leiters Mässimow verblieben war, auch nachdem bereits zwei andere Stellvertreter Mässimows entlassen worden waren. Der zweite als Gegenspieler Toqajews agierende Neffe Nasarbajews soll Kajrat Satybaldy sein, der zunächst ebenfalls im KNB gedient hatte und dann als Geschäftsmann Multimillionär oder Milliardär geworden war. Satybaldy gilt als Fürsprecher militanter islamistischer Gruppen oder als informeller Führer der neuen religiösen Radikalen oder Salafisten Kasachstans.
Dimasch Dossanow und Kakirat Tscharipbajew, beides Schwiegersöhne und somit Mitglieder von Nasarbajews Familienclan, der auch nach 2019 noch großen Einfluss in Wirtschaft und Politik behalten hatte, sollen zudem nach Angaben des kasachischen Staatsfonds Samruk-Kasjna vom 15. Januar 2022 ihre leitende Position in staatlichen Öl- und Gas-Unternehmen niedergelegt haben, was ebenfalls als Anzeichen für einen möglichen Machtkampf gedeutet wurde.
Bei einem der betroffenen Unternehmen handelte es ich um KazakGas (ehemals KazTransGas), das zu den Unternehmen zählt, die Toqajew für die Krise verantwortlich machte. Der Staatsfonds machte keine Angaben zu den Hintergründen der Entlassungen, die jedoch als Anzeichen für Machtkämpfe infolge der Unruhen gedeutet werden konnten.
Auch nach Beginn des OVKS-Truppenabzugs setzte sich der Umbau der Staatsführung unter Entmachtung früherer Kreise um Nasarbajew Medienangaben zufolge offenbar fort. So trat Timur Kulibajew, ein weiterer Schwiegersohn Nasarbajews, der laut der Nachrichtenagentur AFP als eine der vermögendsten Personen Kasachstans galt, als Vorsitzender des Präsidiums der einflussreichen Nationalen Unternehmerkammer Atameken zurück.
Die Videobotschaft Nasarbajews vom 18. Januar 2022 sowie Lob vonseiten der Regierungspartei Nur Otan für Nasarbajew vom selben Tag lösten in den Medien geäußerte Spekulationen aus, Nasarbajew könne im Hintergrund erfolgreich mit Toqajew ausgehandelt haben, dass der Familienclan Nasarbajews einen Teil seines Vermögens und Nasarbajew sein Ansehen in Kasachstan bewahren könne.

## Reaktionen

### Auf inländischer Ebene
- Kasachstan – Der Präsident Kasachstans, Qassym-Schomart Toqajew, dankte in einer Fernsehansprache dem russischen Präsidenten für die rasche Hilfe und richtete auch an China, Usbekistan und die Türkei seinen Dank.[167] Den Demonstranten warf er während einer Videokonferenz der OVKS vor, „Gruppen bewaffneter Kämpfer“ hätten auf einen geeigneten Moment gewartet und seien dann „in Aktion getreten“. Ihr „Hauptziel“ sei klar erkennbar geworden, „es handelte sich um den Versuch eines Staatsstreichs“.[91] Toqajew erklärte, in Kasachstan sei zwar „die vollständige Ordnung wiederhergestellt“, doch werde die Suche nach „Terroristen“ fortgesetzt. Unter den Angreifern hätten sich militante Islamisten befunden, die aus anderen zentralasiatischen Staaten, aus Afghanistan und aus dem Nahen Osten stammten.[93] Am 11. Januar 2022 versprach Toqajew in einer Rede vor hochrangigen Regierungsbeamten und Parlamentsmitgliedern die Bekämpfung von wirtschaftlicher Ungleichheit und Korruption voranzutreiben.[94]
Der Vizepremier und Außenminister Kasachstans, Muchtar Tileuberdi, kündigte während seiner Besuche europäischer Staaten, die er nach der Niederschlagung der Unruhen durchführte, wirtschaftliche und soziale Reformen an. Er hob hervor, Präsident Toqajew wolle „Korruption bekämpfen und Transparenz sicherstellen“. Es sei bereits wieder eine Preissenkung für Flüssiggas vorgenommen worden, aber auch Lebensmittel würden subventioniert. Zur Armutsbekämpfung solle ein neuer Fond dienen, der durch Unternehmen und wohlhabende Bürger zu finanzieren sei. Die Privatisierung staatlicher Betriebe solle beendet werden. Zudem kündigte er die Verbesserung der „Medienfreiheit für heimische Journalisten“ an.[18]
- Nursultan Nasarbajew, dessen Amt als Vorsitzender des Nationalen Sicherheitsrats am 5. Januar 2022 von Präsident Toqajew übernommen wurde,[11] meldete sich seit Beginn der Auseinandersetzungen zunächst nicht zu Wort.[4] Am 8. oder 9. Januar erklärte sein Pressesprecher dann, Nasarbajew unterstütze Toqajew[4][96] und rufe auch jeden zur Unterstützung Toqajews auf.[96]
Am 18. Januar trat Nasarbajew, dessen Amt als Vorsitzender der Regierungspartei Nur-Otan zu diesem Zeitpunkt Toqajew übernehmen sollte, erstmals seit Dezember 2021 wieder in eigener Person öffentlich auf und erklärte in einer Videobotschaft auf seiner Homepage, es existiere kein Konflikt in der Elite Kasachstans. Er beteuerte, Toqajew verfüge über „die ganze Fülle der Macht“, während er selbst seit 2019 „Rentner“ und „in der Hauptstadt Kasachstans und nirgendwohin ausgereist“ sei. Als Hintergrund der Unruhen gab er in seiner Ansprache an die Bevölkerung Kasachstans wörtlich an: „Das Ziel der organisierten Unruhen und Angriffe auf Kasachstan war die Zerstörung der Integrität des Landes und der Grundpfeiler des Staates“. Ermittlungen würden zeigen, wer „alle die Pogrome und Morde organisiert hat“. Die Unabhängigkeit müsse unbedingt bewahrt werden.[114]

### Auf internationaler Ebene
Seit dem 5. Januar 2022 sicherten die zentralasiatischen Staaten Kasachstan ihre Unterstützung zu. Russland schloss sich rhetorisch dem Narrativ des Präsidenten Kasachstans an. Während China zunächst keine offizielle Stellungnahme abgegeben und das Außenministerium Chinas die Ereignisse während einer regulären Pressekonferenz am 5. Januar noch als „innere Angelegenheiten“ Kasachstans bezeichnet hatte, schloss es sich am 7. Januar der Position Russlands an „gegen alle ausländischen Kräfte, die eine ‚Farbrevolution‘ in Kasachstan planen“.
- Deutschland – Auch nachdem die Ereignisse am 5. Januar 2022 in gewalttätigere Formen umschlugen und viele andere Staaten bereits Stellungnahmen zum Thema veröffentlichten, verzichtete die deutsche Bundesregierung weiter auf eine gesonderte Presseerklärung.[168]
Eine erste Reaktion erfolgte durch den Bundesminister der Justiz, Marco Buschmann, der am 7. Januar auf Twitter erklärte: „Wer ohne Vorwarnung auf Demonstranten schießen lässt, um zu töten, hat den Kreis zivilisierter Staaten verlassen.“[169]
Der deutsche Bundeskanzler, Olaf Scholz reagierte auf seiner Pressekonferenz vom 7. Januar auf eine Frage zu seiner Position zur Lage in Kasachstan und insbesondere zum „Schießbefehl und der Präsenz russischer Truppen dort“ mit der Antwort: „Wir rufen dazu auf, dass es keine Gewalt gibt und dass Gewalt auch unterbleibt. Selbstverständlich gilt das auch dafür, dass es keine Gewalt gegen Bürgerinnen und Bürger geben sollte. Insofern befinden wir uns da in großem Einklang mit dem, was Sie von der Europäischen Union, von der Bundesregierung, von mir hier und von vielen anderen in der Welt hören, die sagen: Bitte kommt zurück zu einer friedlichen Weiterentwicklung im Land.“[170]
- Europäische Union – Die EU bezeichnete Kasachstan in einer Stellungnahme am 5. Januar 2022 als „wichtiger Partner“ der EU und erklärte, sie beobachte die Ereignisse aufmerksam. Sie forderte alle Beteiligten zur Vermeidung einer weiteren Gewalteskalation auf. Von den Demonstranten erwarte sie, Gewalt und Aufstachelung zur Gewalt zu vermeiden. Die Behörden Kasachstans forderte sie auf, „das Grundrecht auf friedliche Demonstrationen“ und die „Verhältnismäßigkeit bei der Gewaltanwendung“ zu respektieren und ihre internationalen Verpflichtungen einzuhalten, einschließlich der Pressefreiheit und Menschenrechte. Dazu solle auch der Zugang zu Online- und Offlineinformationen gewährleistet werden.[171][172] Weiter rief die EU zu Zurückhaltung und zur Wahrung der Souveränität Kasachstans auf.[8]
Der Hohe Vertreter der EU für Außen- und Sicherheitspolitik, Josep Borrell, sprach am 6. Januar 2022 auf Twitter seine „Große Sorge über die Entwicklungen in Kasachstan“ aus und ergänzte: „Externe Militärhilfe weckt Erinnerungen an Situationen, die es zu vermeiden gilt“.[173] Am 7. Januar bekundete Borrell nach eigenen Angaben auf Twitter in einem telefonischen Gespräch mit Kasachstans Außenminister Mukhtar Tileuberdi die Bereitschaft der EU, Deeskalation und Stabilität zu unterstützen.[174][175]
Der Präsident des Europäischen Rates, Charles Michel, erklärte in einem Gespräch mit dem Präsidenten Kasachstans: „Wir unterstützen die Souveränität und territoriale Integrität Ihres Landes. Wir sind bereit, die Zusammenarbeit mit Kasachstan weiter zu stärken“.[109]
- Kirgisistan – Kirgisistans Außenministerium erklärte sich am 5. Januar 2022 gegenüber Kasachstan „bereit, jede mögliche Unterstützung und Hilfe zu leisten“.[176] Am 6. Januar 2022 begann Tadschikistan aus Sicherheitsgründen mit der Evakuierung seiner Staatsangehörigen aus Kasachstan.[177] Kirgisistan sprach der Staatsführung Kasachstans ihr Vertrauen aus und sprach „dem kasachstanischen Volk und der Führung des Landes innewohnende Weisheit und Weitsicht“ zu.[168]
- Russland – Der russische Präsident Wladimir Putin erklärte, Kasachstan sei das Ziel von „internationalem Terrorismus“ geworden. Ursache der Lage seien keine von Treibstoffpreisen ausgelösten, spontanen Protestaktionen gewesen, sondern „zerstörerische Kräfte von außen“, die „die Situation ausgenutzt“ hätten.[91] Putin kündigte an, dass Russland keine „Revolutionen“ in den postsowjetischen Staaten dulden werde.[A 3][91][93]
- Tadschikistan – Am 6. Januar 2022 sicherte das Außenministerium Tadschikistans Kasachstan seine Unterstützung zu und erklärte, es verfolge die Ereignisse „mit aufrichtiger Empathie“.[178] Am gleichen Tag riet es von Reisen nach Kasachstan ab und forderte die in Kasachstan befindlichen Staatsangehörigen Tadschikistans auf, den Anweisungen zu folgen.[179]
- Türkei – Der türkische Präsident Recep Tayyip Erdoğan teilte dem kasachischen Präsidenten Toqajew mit, die Türkei stehe angesichts der anhaltenden Proteste solidarisch an der Seite Kasachstans. Sein Büro erklärte am 6. Januar 2021, er habe Toqajew während eines Telefonats informiert, die Türkei werde bei Bedarf „alle Arten von technischen Informationen und Erfahrungen“ bereitstellen.[180]
- Turkmenistan – Das Außenministerium Turkmenistans berief sich auf „jahrhundertealte Beziehungen aus Freundschaft und Brüderlichkeit“ zu Kasachstan und versicherte, es sei „aufrichtig an der schnellstmöglichen Normalisierung der Lage im Land und an der Fortsetzung der stabilen sozio-politischen und sozio-ökonomischen Entwicklung Kasachstans interessiert“.[181]
- Usbekistan – Das Außenministerium Usbekistans schrieb in einer Presseerklärung am 5. Januar 2022 wörtlich: „Wir sind überzeugt, dass das weise Volk Kasachstans eine Eskalation der Instabilität verhindern, Gewalt und den Verlust von Menschenleben vermeiden wird“.[182] Usbekistan versicherte Kasachstan seiner „unerschütterlichen Unterstützung für das kasachstanische Volk und die Führung Kasachstans“.[168]
- Vereinigtes Königreich – Das britische Außenministerium forderte in einer Stellungnahme am 6. Januar 2022: „Proteste sollten friedlich verlaufen und die Reaktionen der Strafverfolgungsbehörden verhältnismäßig sein und im Einklang mit den internationalen Verpflichtungen Kasachstans stehen“. Weiter erklärte es in der Stellungnahme: „Das Vereinigte Königreich unterhält enge Beziehungen zu Kasachstan und es ist wichtig, dass die Souveränität Kasachstans respektiert wird.“[183]
- Vereinigte Staaten – Das US-Außenministerium erklärte am 5. Januar 2022, die USA würden „die Situation in Kasachstan, einem wichtigen Partner, genau beobachten“, verurteilten die Gewalt und forderten die Bevölkerung Kasachstans zur Achtung und Verteidigung der „verfassungsmäßigen Institutionen, der Menschenrechte und der Pressefreiheit, einschließlich der Rückkehr des Internets“ auf.[168]
 Am 6. Januar 2022 warnte Ned Price, Sprecher des US-Außenministeriums, die in Kasachstan eingesetzten russischer Truppen Medienberichten zufolge davor, die Kontrolle über Institutionen Kasachstans zu übernehmen und erklärte, die USA und die Weltöffentlichkeit würden die russischen Truppen genau beobachten und nach etwaigen Menschenrechtsverletzungen Ausschau halten.[184][185]
Russische Vorwürfe gegenüber den USA wies die US-Regierung als „verrückte russische Behauptungen“ zurück. Die Pressesprecherin Jen Psaki sagte dazu wörtlich: „Dass die USA dahinterstecken, ist absolut falsch und fällt in die Kategorie Desinformation und Propaganda“.[8]
- Volksrepublik China – Chinas Staats- und Parteichef Xi Jinping erklärte in einer Verbalnote, Toqajew habe „in einem kritischen Moment entschlossen und stark gehandelt“ und somit Verantwortung für sein Volk und sein Land bewiesen.[186] In seiner Nachricht an Toqajew vom 7. Januar 2022 sagte Xi Kasachstan chinesische Unterstützung zu und wandte sich gegen Versuche der Destabilisierung durch Kräfte aus dem Ausland. Wörtlich sagte sein Sprecher Wang Wenbin: „China hat gesehen, dass Kasachstan eine Reihe von Maßnahmen ergriffen hat, um gegen die gewaltsamen und terroristischen Aktivitäten vorzugehen. China wehrt sich dagegen, dass Kräfte von außen zu Gewalt anstacheln. Als Bruder, Nachbar und strategischer Partner wird China sich bemühen, jegliche notwendige Unterstützung anzubieten, damit Kasachstan diese Schwierigkeiten wieder los wird.“[122]
Der chinesische Außenminister Wang Yi erklärte in einem Telefonat mit dem kasachischen Außenminister am 10. Januar 2022, China stehe als „strategischer Partner“ bereit, „Kasachstan bei der Aufrechterhaltung der Stabilität und der Beendigung der Gewalt“ zu unterstützen. Er schlug zudem für die Zukunft eine engere Zusammenarbeit der Sicherheits- und Strafverfolgungsbehörden beider Staaten vor.[186]
Unter Berufung auf ein Telefongespräch zwischen Wang Yi und dem russischen Außenminister Sergei Lawrow vom 10. Januar 2022 berichteten chinesische Staatsmedien, China teile wie Russland die Einschätzung des kasachischen Präsidenten, dass es sich bei der Ursache der Unruhen um terroristische Aktivitäten handle. China solle sich gemeinsam mit Russland „der Einmischung externer Kräfte in die inneren Angelegenheiten der zentralasiatischen Länder widersetzen“ und verhindern, dass „Farb-Revolutionen“[A 3] und die „drei bösen Mächte“[A 2] Chaos verursachen.[93]

### Originaldokumente
- Обращение Токаева к нации. Прямая трансляция. (YouTube-Video – 00:10:00 Std.) In: RBK. 7. Januar 2022 (russisch, YouTube-Konto РБК, Toqajews Ansprache an die Nation, ursprünglich live übertragen am 7. Januar 2022).

### Dossiers
- Kazakhstan unrest. In: BBC.
- Themen: Kasachstan. In: Deutsche Welle.
- Kasachstan. In: Frankfurter Allgemeine Zeitung.
- Kazakhstan. In: France 24.
- Kazakhstan. In: The Guardian.
- Kasachstan. In: Novastan.org.
- Kasachstan. In: Der Spiegel.
- Kasachstan. In: Süddeutsche Zeitung.
- Nachrichten zum Thema: Kasachstan. In: tagesschau.de.